# Seznam letů Falconu 9 a Falconu Heavy

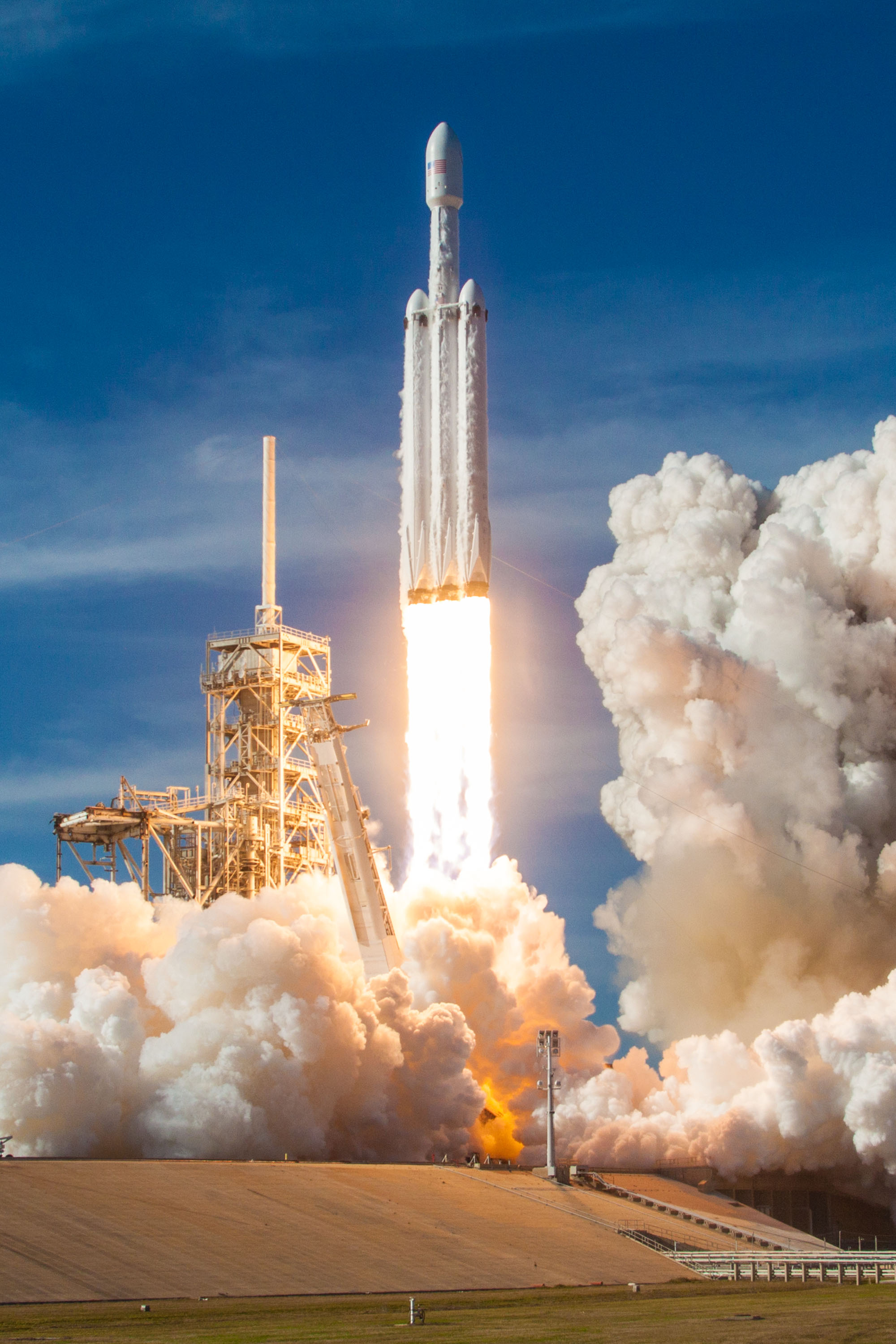
První let Falconu Heavy z Mysu Canaveral, 6. února 2018

Rodina raket Falcon 9 (zleva): v1.0, v1.1, v1.2 "Full Thrust", Block 5, Falcon Heavy a Falcon Heavy Block 5. U v1.1, v1.2 a Block 5 vždy tři varianty - použití s lodí Dragon, použití s krytem nákladu, použití s krytem nákladu a bez manévrovacích mřížkových lamel.

Toto je druhá část seznamu letů všech raket Falcon 9 (verze Falcon 9 v1.2 Block 5) a raket Falcon Heavy společnosti SpaceX. Obsahuje lety provedené v období od počátku roku 2023 včetně informací o návratech vypuštěných 1. stupňů na pozemní přistávací plochy v blízkosti kosmodromů nebo na autonomní plovoucí přistávací plošiny v Atlantském nebo Tichém oceánu.
Dřívější lety jsou obsahem stránky Seznam letů Falconu 9 a Falconu Heavy (2010–2022).

## Základní statistika
Do 31. prosince 2024 odstartovalo celkem 417 letů Falconu 9 včech generací, navíc jeden let předčasně skončil v důsledku nehody a zničení boosteru i nákladu 2 dny před startem. Kromě toho se uskutečnilo 11 letů sestavy Falcon Heavy. Při těchto 429 připravovaných a 428 provedených startech jsou zaznamenána pouhá 3 selhání, která zabránila doručení nákladu na oběžnou dráhu – exploze rakety krátce po startu 28. června 2015, již zmíněné zničení rakety a nákladu ještě před startem 1. září 2016 a selhání 2. stupně rakety 12. července 2024.
Těchto 429 startů znamenalo, že obnovitelné boostery Falconu 9 vzlétly celkem 451krát (při startech Falconu Heavy startují hned 3 kusy současně). Z nich SpaceX celkem 390krát úspěšně motoricky přistála na některé ze 3 autonomních plovoucích plošin nebo 3 přistávacích zón nedaleko startovacích ramp na Floridě a v Kalifornii. Kromě toho zaznamenala celkem 12 pokusů neúspěšných (11 na plovoucích plošinách a 1 na pevninské přistávací zóně). Ve zbývajících 49 případech na pokus o přistání nedošlo, buď kvůli potřebě delšího letu boosteru, aby se náklad dostal na vyšší oběžnou dráhu, nebo na počátku kvůli jinému způsobu ukončení letu, např. na padácích nebo na dosednutím hladinu moře.

## Význačné lety

### Rekordní počet opakovaných letů jednoho boosteru
Prvním z Falconů 9, který dosáhl limitního celkového počtu 15 startů s úspěšným přistáním, byl 17. prosince 2022 exemplář B1058. Jen o dva týdny později, 3. ledna 2023 tento rekord vyrovnal stupeň B1060. Své první lety přitom tyto boostery absolvovaly v květnu, resp. červnu 2020. Používání obou nosičů bylo pozastaveno, zástupce SpaceX však v květnu 2023 na tiskové konference oznámil, že společnost vstoupila do procesu certifikace pro až 20 použití. Zjevně úspěšně, protože B1058 už 10. července vzlétl (a po několika minutách úspěšně přistál) na své šestnácté misi. Další tři lety přidal 20. září, 4. listopadu a 23. prosince 2023. Při posledním z nich, celkem devatenáctém, B1058 úspěšně přistál na plovoucí plošině Just Read The Instructions, ale během přepravy zpět na kosmodrom se v důsledku silného větru a vln převrátil na plošině ze svislé do vodorovné polohy a byl při tom zničen. Rekordní štafetu pak převzal stupeň B1062, který v dubnu 2024 absolvoval 20. let a po dalším rozšíření certifikace přidal 18. května a 27. června další dva. Také on však kariéru zakončil neslavně, když se 28. srpna 2024 při třiadvacátém startu a přistání těsně po dosednutí na plošinu A Shortfall Of Gravitas rozlomila jedna z jeho čtyři přistávacích noh. Po následném převrácení na plošinu se část boosteru odtrhla a spadla do moře. Nástupcem B1062 se stal booster B1067, který nejprve 11. listopadu 2024 po dvacáté třetí úspěšně nejen vzlétl, ale (jako první) i přistál, a poté 4. prosince 2024 přidal 24. úspěšné nasazení.

### Třísté úspěšné přistání
Na seznam boosterů Falcon 9 a Facon Heavy, které úspěšně zvládly start i přistání, se 23. dubna 2024 zapsala již třístá položka, exemplář B1078 na své deváté misi úspěšně dosedl na plošinu JRTI.
Celkem 250. úspěšný pokus o záchranu prvního stupně Falconu 9 nebo součástí sestavy Falconu Heavy pro další použití se odehrál o necelých 5 měsíců dříve, 1. prosince 2023. Zrychlující se kadenci startů Falconů potvrzuje i skutečnost, že předchozího milníku – 200 úspěšných přistání – společnost dosáhla o necelého půl roku dříve, 12. června 2023.

### Třísté znovupoužití boosteru
Zvládnutá zovupoužitelnost je vnímána jako hlavní konkurenční výhoda Falconů. V číslech se projevuje nejen narůstajícím počtem opakovaných letů jednotlivých exemplářů, ale také celkovým součtem letů zajištěných kusy, které neletí poprvé. A tento součet při prvním ze dvou startů 28. července 2024 dosáhl k číslu 300 – ze 387 do té doby použitých kusů boosterů (357 sólo letů Falconu 9 a 10 letů Falcon Heavy se 3 boostery najednou) celkem 300krát letěl již použitý booster. Jinými slovy, pokud by SpaceX nepoužívala své první stupně opakovaně, musela by jich pro stejný počet startů vyrobit o 300 víc. Z údaje současně plyne, že boosterů bylo do té doby použito 87, z nichž ovšem jeden ani nevyletěl, protože 1. září 2016 vybuchl přímo na rampě dva dny před plánovaným startem.

### Čtyřstý úspěšný start
Po čtyřsté Falcon 9 úspěšně odstartoval 27. listopadu 2024 (let 402), při němž booster provedl také 375 úspěšné přistání. Třístý úspěšný start Falcon 9 absolvoval 23. února 2024 (let 302) a dvoustý 7. února 2023 (let 202).
Pokud by se ale započítaly také lety Falconu Heavy, byl 400. úspěšným startem už ten provedený 5. listopadu 2024 (let 389).

## Provedené lety

### 2023
SpaceX v roce 2023 vypustila 96 raket z rodiny Falcon, z toho 91 startů Falconů 9 a 5 startů Falconů Heavy tvořených trojicí prvních stupňů. Společnost tak bezmála splnila dříve (už v srpnu 2022) deklarovaný cíl pro rok 2023, který hovořil o 100 startech. Již v září 2023 vyrovnala svůj vlastní dosavadní rekord 61 startů v jednom kalendářním roce, jehož dosáhla o rok dříve. Za zmínku přitom stojí, že společnost sice neuskutečnila 100 startů v kalendářním roce 2023, ale podařilo se jí to během 365 po sobě jdoucích dní mezi 8. prosincem 2022, 22:27 UTC, a 8. prosincem 2023, 08:03 UTC. Hmotnost užitečného nákladu, který Falcony v roce 2023 vynesly na oběžnou dráhu, přesáhla 1 238 tun. Všechny starty v roce 2023 splnily svůj úkol spočívající v dopravě nákladu na některou z možných oběžných drah. Celkem 99 boosterů také úspěšně přistálo na některou z pozemních nebo plovoucích přistávacích plochy, u zbylých 7 boosterů se vzhledem k profilu mise od počátku počítalo s jejich zánikem a o přistání se vůbec nepokoušely.

|      | Datum (UTC)               | Nosič ID stupně            | Startovací komplex | Náklad                                                | Hmotnost nákladu             | Orbit                     | Mise    | Návrat 1.stupně | Poznámky |
| ---- | ------------------------- | -------------------------- | ------------------ | ----------------------------------------------------- | ---------------------------- | ------------------------- | ------- | --------------- | --- |
| 195  | 3. ledna 2023, 14:56      | Block 5 B1060.15           | CCSFS SLC-40       | Transporter 6                                         | neuvedena                    | SSO                       | Úspěšná | LZ-1: Úspěšný   | Let se 114 malými satelity. |
| 196  | 10. ledna 2023, 04:50     | Block 5 B1076.2            | CCSFS SLC-40       | OneWeb #16 (SpX #2)                                   | 6 000 kg                     | Polární LEO               | Úspěšná | LZ-1: Úspěšný   | Let s 40 družicemi satelitní sítě OneWeb. |
| FH 5 | 15. ledna 2023, 22:56     | Heavy Block 5 B1070† centr | KSC LC-39A         | USSF-67                                               | ~3 750 kg                    | GEO                       | Úspěšná | Bez pokusu      | První start druhé etapy smlouvy US Air Force. |
| FH 5 | 15. ledna 2023, 22:56     | Block 5 B1064.2 boční      | KSC LC-39A         | USSF-67                                               | ~3 750 kg                    | GEO                       | Úspěšná | LZ-2: Úspěšný   | První start druhé etapy smlouvy US Air Force. |
| FH 5 | 15. ledna 2023, 22:56     | Block 5 B1065.2 boční      | KSC LC-39A         | USSF-67                                               | ~3 750 kg                    | GEO                       | Úspěšná | LZ-1: Úspěšný   | První start druhé etapy smlouvy US Air Force. |
| 197  | 18. ledna 2023, 12:24     | Block 5 B1077.2            | CCSFS SLC-40       | GPSIII-SV06 (Amelia Earhartová)                       | 4 352 kg                     | MEO                       | Úspěšná | ASOG: Úspěšný   | Mise se satelitem nové generace systému GPS. |
| 198  | 19. ledna 2023, 15:43     | Block 5 B1076.1            | VSFB SLC-4E        | Starlink 2-4                                          | 15 800 kg                    | LEO                       | Úspěšná | OCISLY: Úspěšný | Let s 51 družicemi satelitní sítě Starlink. |
| 199  | 26. ledna 2023, 09:32     | Block 5 B1067.9            | CCSFS SLC-40       | Starlink 5-2                                          | >17 400 kg                   | LEO                       | Úspěšná | JRTI: Úspěšný   | Let s 56 družicemi satelitní sítě Starlink. Jedná se o doposud nejtěžší náklad vynesený raketou Falcon 9 |
| 200  | 31. ledna 2023, 16:15     | Block 5 B1071.7            | VSFB SLC-4E        | Starlink 2-6                                          | >15 200 kg                   | LEO                       | Úspěšná | OCISLY: Úspěšný | Let s 49 družicemi satelitní sítě Starlink a tahačem ION Satelite Carrier V009 se čtyřmi klientskými satelity. |
| 201  | 2. února 2023, 07:58      | Block 5 B1069.5            | KSC LC-39A         | Starlink 5-3                                          | 16 500 kg                    | LEO                       | Úspěšná | ASOG: Úspěšný   | Let s 53 družicemi satelitní sítě Starlink. |
| 202  | 7. února 2023, 01:32      | Block 5 B1073.6            | CCSFS SLC-40       | Amazonas Nexus                                        | 4 146 kg                     | GTO                       | Úspěšná | JRTI: Úspěšný   | Let se španělskou telekomunikační družicí společnosti Hispasat. Dvoustý úspěšný start rakety Falcon 9. |
| 203  | 12. února 2023, 05:10     | Block 5 B1062.12           | CCSFS SLC-40       | Starlink 5-4                                          | 17 100 kg                    | LEO                       | Úspěšná | ASOG: Úspěšný   | Let s 55 družicemi satelitní sítě Starlink. |
| 204  | 17. února 2023, 19:12     | Block 5 B1063.9            | VSFB SLC-4E        | Starlink 2-5                                          | 15 900 kg                    | LEO                       | Úspěšná | OCISLY: Úspěšný | Let s 51 družicemi satelitní sítě Starlink. |
| 205  | 18. února 2023, 03:59     | Block 5 B1077.3            | CCSFS SLC-40       | Inmarsat-6 F2                                         | 5 470 kg                     | GTO                       | Úspěšná | JRTI: Úspěšný   | Let s telekomunikační družicí 6. generace pro satelitní síť Inmarsat. |
| 206  | 27. února 2023, 23:13     | Block 5 B1076.3            | CCSFS SLC-40       | Starlink 6-1                                          | ~16 900 kg                   | LEO                       | Úspěšná | ASOG: Úspěšný   | Let s 11 družicemi druhé generace satelitní sítě Starlink. |
| 207  | 2. března 2023, 05:34     | Block 5 B1078.1            | KSC LC-39A         | Crew-6                                                | ~13 000 kg                   | LEO                       | Úspěšná | JRTI: Úspěšný   | Operační let Crew Dragonu s posádkou k ISS. |
| 208  | 3. března 2023, 18:38     | Block 5 B1061.12           | VSFB SLC-4E        | Starlink 2-7                                          | 15 900 kg                    | LEO                       | Úspěšná | OCISLY: Úspěšný | Let s 51 družicemi satelitní sítě Starlink. |
| 209  | 9. března 2023, 19:13     | Block 5 B1062.13           | CCSFS SLC-40       | OneWeb #17 (SpX #3)                                   | 6 000 kg                     | LEO                       | Úspěšná | LZ-1: Úspěšný   | Let s 40 družicemi satelitní sítě OneWeb. |
| 210  | 15. března 2023, 00:30    | Block 5 B1073.7            | KSC LC-39A         | SpX CRS-27                                            | 2 852 kg                     | LEO                       | Úspěšná | ASOG: Úspěšný   | Dvacátý sedmý zásobovací let k ISS. Sedmý let nákladní verze Dragonu 2. |
| 211  | 17. března 2023, 19:26    | Block 5 B1071.8            | VSFB SLC-4E        | Starlink 2-8                                          | 16 200 kg                    | LEO                       | Úspěšná | OCISLY: Úspěšný | Let s 52 družicemi satelitní sítě Starlink. |
| 212  | 17. března 2023, 23:38    | Block 5 B1069.6            | CCSFS SLC-40       | SES-18 a SES-19                                       | 7 000 kg                     | GTO                       | Úspěšná | JRTI: Úspěšný   | Dvě telekomunikační družice sítě SES. Start se uskutečnil 4 hodiny a 10 minut po předchozím, což je nový rekordní čas mezi dvěma starty společnosti SpaceX. |
| 213  | 24. března 2023, 15:43    | Block 5 B1067.10           | CCSFS SLC-40       | Starlink 5-5                                          | ~17 400 kg                   | LEO                       | Úspěšná | ASOG: Úspěšný   | Let s 56 družicemi satelitní sítě Starlink. |
| 214  | 29. března 2023, 20:01    | Block 5 B1077.4            | CCSFS SLC-40       | Starlink 5-10                                         | ~17 400 kg                   | LEO                       | Úspěšná | JRTI: Úspěšný   | Let s 56 družicemi satelitní sítě Starlink. |
| 215  | 2. dubna 2023, 14:29      | Block 5 B1075.2            | VSFB SLC-4E        | TTL (Transport and Tracking Layer) Tranche 0 Flight 1 | ? kg                         | LEO                       | Úspěšná | LZ-4: Úspěšný   | První krok k budování komunikační sítě společnosti Space Development Agency (10 satelitů) |
| 216  | 7. dubna 2023, 04:30      | Block 5 B1076.4            | CCSFS SLC-40       | Intelsat 40e / TEMPO                                  | 5 588 kg                     | GTO                       | Úspěšná | ASOG: Úspěšný   | Geostacionární komunikační satelit sítě Intelsat se spektrometrem TEMPO vyslaným NASA k měření znečištění atmosfériy |
| 217  | 15. dubna 2023, 06:47     | Block 5 B1063.10           | VSFB SLC-4E        | Transporter 7                                         | ? kg                         | SSO                       | Úspěšná | LZ-4: Úspěšný   | Let se 51 malými satelity. |
| 218  | 19. dubna 2023, 14:31     | Block 5 B1073.8            | CCSFS SLC-40       | Starlink 6-2                                          | ~16 900 kg                   | LEO                       | Úspěšná | ASOG: Úspěšný   | Let s 21 družicemi druhé generace satelitní sítě Starlink. |
| 219  | 27. dubna 2023, 13:40     | Block 5 B1061.13           | VSFB SLC-4E        | Starlink 3-5                                          | ~14 100 kg                   | SSO                       | Úspěšná | OCISLY: Úspěšný | Let se 46 družicemi satelitní sítě Starlink. |
| 220  | 28. dubna 2023, 22:12     | Block 5 B1078.2            | CCSFS SLC-40       | 03b mPOWER 3 & 4                                      | ~4 100 kg                    | MEO                       | Úspěšná | JRTI: Úspěšný   | Druhá sada satelitů nové telekomunikační sítě společnosti SES. |
| FH 6 | 1. května 2023, 00:26     | Heavy Block 5 B1068† centr | KSC LC-39A         | ViaSat-3 / Aurora 4A / Nusuntara-H1-A                 | 6 722 kg                     | GEO                       | Úspěšná | Bez pokusu      | První ze tří geostacionárních spojovacích satelitů ViaSat-3 využívajících elektrický pohon, doplněná o dva menší satelity. Přímé vynesení na geostacionární dráhu si vyžádalo využití bočních stupňů bez možnosti přistání pro další použití, šlo tak o první misi, kde byly všechny tři první stupně spotřebovány. K opakovanému použití ale byly určeny obě poloviny horní kapotáže, které byly vyzvednuty 2000 km od místa startu.. |
| FH 6 | 1. května 2023, 00:26     | Block 5 B1052.8† boční     | KSC LC-39A         | ViaSat-3 / Aurora 4A / Nusuntara-H1-A                 | 6 722 kg                     | GEO                       | Úspěšná | Bez pokusu      | První ze tří geostacionárních spojovacích satelitů ViaSat-3 využívajících elektrický pohon, doplněná o dva menší satelity. Přímé vynesení na geostacionární dráhu si vyžádalo využití bočních stupňů bez možnosti přistání pro další použití, šlo tak o první misi, kde byly všechny tři první stupně spotřebovány. K opakovanému použití ale byly určeny obě poloviny horní kapotáže, které byly vyzvednuty 2000 km od místa startu.. |
| FH 6 | 1. května 2023, 00:26     | Block 5 B1053.3† boční     | KSC LC-39A         | ViaSat-3 / Aurora 4A / Nusuntara-H1-A                 | 6 722 kg                     | GEO                       | Úspěšná | Bez pokusu      | První ze tří geostacionárních spojovacích satelitů ViaSat-3 využívajících elektrický pohon, doplněná o dva menší satelity. Přímé vynesení na geostacionární dráhu si vyžádalo využití bočních stupňů bez možnosti přistání pro další použití, šlo tak o první misi, kde byly všechny tři první stupně spotřebovány. K opakovanému použití ale byly určeny obě poloviny horní kapotáže, které byly vyzvednuty 2000 km od místa startu.. |
| 221  | 4. května 2023, 07:31     | Block 5 B1069.7            | CCSFS SLC-40       | Starlink 5-6                                          | ~17 400 kg                   | LEO                       | Úspěšná | ASOG: Úspěšný   | Let se 56 družicemi satelitní sítě Starlink. Celkový počet vypuštěných Starlinků překonal 4 000 kusů. |
| 222  | 10. května 2023, 20:09    | Block 5 B1075.3            | VSFB SLC-4E        | Starlink 2-9                                          | ~15 900 kg                   | LEO                       | Úspěšná | OCISLY: Úspěšný | Let se 51 družicemi satelitní sítě Starlink. |
| 223  | 14. května 2023, 05:03    | Block 5 B1067.11           | CCSFS SLC-40       | Starlink 5-9                                          | ~17 400 kg                   | LEO                       | Úspěšná | JRTI: Úspěšný   | Let se 56 družicemi satelitní sítě Starlink. |
| 224  | 19. května 2023, 06:19    | Block 5 B1076.5            | CCSFS SLC-40       | Starlink 6-3                                          | ~17 600 kg                   | LEO                       | Úspěšná | ASOG: Úspěšný   | Let se 22 družicemi 2. generace satelitní sítě Starlink. Jednalo se o doposavad nejtěžší náklad vynesený raketou Falcon 9. |
| 225  | 20. května 2023, 13:16    | Block 5 B1063.11           | VSFB SLC-4E        | Iridium NEXT / One Web 1-10                           | 6 600 kg                     | Polární LEO               | Úspěšná | OCISLY: Úspěšný | Vypuštění pěti komunikačních družic pro společnost Iridium a 16 satelitů sítě One Web včetně jednoho technologického demonstrátoru 2. generace sítě. |
| 226  | 21. května 2023, 21:37    | Block 5 B1080.1            | KSC LC-39A         | Axiom Mission 2                                       | ~13 000 kg                   | LEO                       | Úspěšná | LZ-1: Úspěšný   | Komerční pilotovaná mise Crew Dragonu k Mezinárodní kosmické stanici. |
| 227  | 27. května 2023, 04:30    | Block 5 B1062.14           | CCSFS SLC-40       | ArabSar 7B                                            | ~4 500 kg                    | GTO                       | Úspěšná | JRTI: Úspěšný   | Vypuštění deseti komunikačních družic pro společnost Iridium. |
| 228  | 31. května 2023, 06:20    | Block 5 B1061.14           | VSFB SLC-4E        | Starlink 2-10                                         | ~16 400 kg                   | LEO                       | Úspěšná | OCISLY: Úspěšný | Let se 52 družicemi satelitní sítě Starlink. |
| 229  | 4. června 2023, 12:20     | Block 5 B1078.3            | CCSFS SLC-40       | Starlink 6-4                                          | ~17 600 kg                   | LEO                       | Úspěšná | JRTI: Úspěšný   | Let s 22 družicemi druhé generace satelitní sítě Starlink. |
| 230  | 5. června 2023, 15:47     | Block 5 B1077.5            | KSC LC-39A         | SpaceX CRS-28                                         | ~9 525 kg                    | LEO                       | Úspěšná | ASOG: Úspěšný   | Standardní let nákladní lodi Cargo Dragon k Mezinárodní vesmírné stanici. |
| 231  | 12. června 2023, 07:10    | Block 5 B1073.9            | CCSFS SLC-40       | Starlink 5-11                                         | ~16 400 kg                   | LEO                       | Úspěšná | JRTI: Úspěšný   | Let s 52 družicemi druhé generace satelitní sítě Starlink. |
| 232  | 12. června 2023, 21:35    | Block 5 B1071.9            | VSFB SLC-4E        | Transporter-8                                         | nezveřejněno                 | SSO                       | Úspěšná | LZ-4: Úspěšný   | Let se 72 malými satelity, zčásti utajovanými. Celkem 200. úspěšné přistání 1. stupně Falcon 9. |
| 233  | 18. června 2023, 22:21    | Block 5 B1067.12           | CCSFS SLC-40       | Satria                                                | ~4 580 kg                    | GTO                       | Úspěšná | ASOG: Úspěšný   | Soukromý satelit indonéské telekomunikační společnosti. |
| 234  | 22. června 2023, 07:19    | Block 5 B1075.4            | VSFB SLC-4E        | Starlink 5-7                                          | ~14 500 kg                   | LEO                       | Úspěšná | OCISLY: Úspěšný | Let s 47 družicemi satelitní sítě Starlink. |
| 235  | 23. června 2023, 15:35    | Block 5 B1069.8            | CCSFS SLC-40       | Starlink 5-12                                         | ~17 400 kg                   | LEO                       | Úspěšná | JRTI: Úspěšný   | Let s 56 družicemi druhé generace satelitní sítě Starlink. Dosažen rekordně krátký čas mezi dvěma starty ze stejné rampy – 4 dny, 17 hodin a 14 minut. |
| 236  | 1. července 2023, 15:12   | Block 5 B1080.2            | CCSFS SLC-40       | Euclid                                                | ~2 160 kg                    | k bodu L2 (Slunce - Země) | Úspěšná | ASOG: Úspěšný   | Vesmírný teleskop pro viditelnou až téměř infračervenou oblast spektra určený pro přesné měření zrychlení vesmíru za účelem lepšímu pochopení temné energie a temné hmoty. |
| 237  | 7. července 2023, 19:29   | Block 5 B1063.12           | VSFB SLC-4E        | Starlink 5-13                                         | ~14 900 kg                   | LEO                       | Úspěšná | OCISLY: Úspěšný | Let s 48 družicemi druhé generace satelitní sítě Starlink. |
| 238  | 10. července 2023, 03:58  | Block 5 B1058.16           | CCSFS SLC-40       | Starlink 6-5                                          | ~17 600 kg                   | LEO                       | Úspěšná | JRTI: Úspěšný   | Let s 22 družicemi druhé generace satelitní sítě Starlink. První použití 1. stupně po šestnácté. |
| 239  | 16. července 2023, 03:50  | Block 5 B1060.16           | CCSFS SLC-40       | Starlink 5-15                                         | ~16 700 kg                   | LEO                       | Úspěšná | ASOG: Úspěšný   | Let s 54 družicemi satelitní sítě Starlink. Druhý booster použitý po šestnácté. |
| 240  | 20. července 2023, 04:09  | Block 5 B1071.10           | VSFB SLC-4E        | Starlink 6-15                                         | ~12 000 kg                   | LEO                       | Úspěšná | OCISLY: Úspěšný | Let s 15 družicemi druhé generace satelitní sítě Starlink. |
| 241  | 24. července 2023, 00:50  | Block 5 B1076.6            | CCSFS SLC-40       | Starlink 6-6                                          | ~17 600 kg                   | LEO                       | Úspěšná | JRTI: Úspěšný   | Let s 22 družicemi druhé generace satelitní sítě Starlink. |
| 242  | 28. července 2023, 04:01  | Block 5 B1062.15           | CCSFS SLC-40       | Starlink 6-7                                          | ~17 600 kg                   | LEO                       | Úspěšná | ASOG: Úspěšný   | Let s 22 družicemi druhé generace satelitní sítě Starlink. Rekordně krátká doba přípravy startu po předchozím použití rampy – 4 dny, 3 hodiny a 11 minut. Padesátá mise SpaceX v roce 2023. |
| FH 7 | 29. července 2023, 03:04  | Heavy Block 5 B1074† centr | KSC LC-39A         | Jupiter-3 (EchoStar-24)                               | ~9 200 kg                    | GTO                       | Úspěšná | Bez pokusu      | Největší a nejtěžší geostacionární telekomunikační satelit v historii. |
| FH 7 | 29. července 2023, 03:04  | Block 5 B1064.3 boční      | KSC LC-39A         | Jupiter-3 (EchoStar-24)                               | ~9 200 kg                    | GTO                       | Úspěšná | LZ-1: Úspěšný   | Největší a nejtěžší geostacionární telekomunikační satelit v historii. |
| FH 7 | 29. července 2023, 03:04  | Block 5 B1065.3 boční      | KSC LC-39A         | Jupiter-3 (EchoStar-24)                               | ~9 200 kg                    | GTO                       | Úspěšná | LZ-2: Úspěšný   | Největší a nejtěžší geostacionární telekomunikační satelit v historii. |
| 243  | 3. srpna 2023, 05:00      | Block 5 B1077.6            | CCSFS SLC-40       | Intelsat Galaxy 37                                    | 5 063 kg                     | GTO                       | Úspěšná | JRTI: Úspěšný   | Let s komunikačním satelitem sítě Intelsat |
| 244  | 7. srpna 2023, 02:41      | Block 5 B1078.4            | CCSFS SLC-40       | Starlink 6-8                                          | ~17 600 kg                   | LEO                       | Úspěšná | ASOG: Úspěšný   | Let s 22 družicemi druhé generace satelitní sítě Starlink |
| 245  | 8. srpna 2023, 03:57      | Block 5 B1075.5            | VSFB SLC-4E        | Starlink 6-20                                         | ~12 000 kg                   | LEO                       | Úspěšná | OCISLY: Úspěšný | Let s 15 družicemi druhé generace satelitní sítě Starlink. Další zkrácení rekordního času mezi startem dvou letů ze stejné rampy – 3 dny, 21 hodin a 41 minut. |
| 246  | 11. srpna 2023, 05:17     | Block 5 B1069.9            | CCSFS SLC-40       | Starlink 6-9                                          | ~17 600 kg                   | LEO                       | Úspěšná | JRTI: Úspěšný   | Let s 22 družicemi druhé generace satelitní sítě Starlink. |
| 247  | 17. srpna 2023, 03:36     | Block 5 B1067.13           | CCSFS SLC-40       | Starlink 6-10                                         | ~17 600 kg                   | LEO                       | Úspěšná | ASOG: Úspěšný   | Let s 22 družicemi druhé generace satelitní sítě Starlink. |
| 248  | 22. srpna 2023, 09:37     | Block 5 B1061.15           | VSFB SLC-4E        | Starlink 7-1                                          | ~16 800 kg                   | LEO                       | Úspěšná | OCISLY: Úspěšný | Let s 21 družicemi druhé generace satelitní sítě Starlink. |
| 249  | 26. srpna 2023, 07:27     | Block 5 B1081.1            | KSC LC-39A         | Crew-7                                                | ~13 000 kg                   | LEO                       | Úspěšná | LZ-1: Úspěšný   | Let s dlouhodobou posádkou k ISS. |
| 250  | 27. srpna 2023, 01:05     | Block 5 B1080.3            | CCSFS SLC-40       | Starlink 6-11                                         | ~17 600 kg                   | LEO                       | Úspěšná | JRTI: Úspěšný   | Let s 22 družicemi druhé generace satelitní sítě Starlink. |
| 251  | 1. září 2023, 02:21       | Block 5 B1077.7            | CCSFS SLC-40       | Starlink 6-13                                         | ~17 600 kg                   | LEO                       | Úspěšná | ASOG: Úspěšný   | Let s 22 družicemi druhé generace satelitní sítě Starlink. Šedesátá mise SpaceX v roce 2023. |
| 252  | 2. září 2023, 14:26       | Block 5 B1063.13           | VSFB SLC-4E        | TTL (Transport and Tracking Layer) Tranche 0B         | ? kg                         | LEO                       | Úspěšná | LZ-4: Úspěšný   | Druhý krok k budování komunikační sítě společnosti Space Development Agency (11 transportních a 2 sledovací satelity). Celkem 61. start Falconů v roce 2023, vyrovnání počtu startů dosažených v roce 2022. |
| 253  | 4. září 2023, 02:47       | Block 5 B1073.10           | KSC LC-39A         | Starlink 6-12                                         | ~16 800 kg                   | LEO                       | Úspěšná | JRTI: Úspěšný   | Let s 21 družicemi druhé generace satelitní sítě Starlink. |
| 254  | 9. září 2023, 03:12       | Block 5 B1076.7            | CCSFS SLC-40       | Starlink 6-14                                         | ~17 600 kg                   | LEO                       | Úspěšná | ASOG: Úspěšný   | Let s 22 družicemi druhé generace satelitní sítě Starlink. |
| 255  | 12. září 2023, 06:57      | Block 5 B1071.11           | VSFB SLC-4E        | Starlink 7-2                                          | ~16 800 kg                   | LEO                       | Úspěšná | OCISLY: Úspěšný | Let s 21 družicemi druhé generace satelitní sítě Starlink. |
| 256  | 16. září 2023, 03:38      | Block 5 B1078.5            | CCSFS SLC-40       | Starlink 6-16                                         | ~17 600 kg                   | LEO                       | Úspěšná | JRTI: Úspěšný   | Let s 22 družicemi druhé generace satelitní sítě Starlink. Dvoustý start verze Block 5 (všechny starty byly úspěšné) |
| 257  | 20. září 2023, 03:38      | Block 5 B1058.17           | CCSFS SLC-40       | Starlink 6-17                                         | ~17 600 kg                   | LEO                       | Úspěšná | ASOG: Úspěšný   | Let s 22 družicemi druhé generace satelitní sítě Starlink. První použití 1. stupně po sedmnácté. |
| 258  | 24. září 2023, 03:38      | Block 5 B1060.17           | CCSFS SLC-40       | Starlink 6-18                                         | ~17 600 kg                   | LEO                       | Úspěšná | JRTI: Úspěšný   | Let s 22 družicemi druhé generace satelitní sítě Starlink. |
| 259  | 25. září 2023, 08:48      | Block 5 B1075.6            | VSFB SLC-4E        | Starlink 7-3                                          | ~16 800 kg                   | LEO                       | Úspěšná | OCISLY: Úspěšný | Let s 21 družicemi druhé generace satelitní sítě Starlink. |
| 260  | 30. září 2023, 02:00      | Block 5 B1069.10           | CCSFS SLC-40       | Starlink 6-19                                         | ~17 600 kg                   | LEO                       | Úspěšná | ASOG: Úspěšný   | Let s 22 družicemi druhé generace satelitní sítě Starlink. SpaceX poprvé dosáhla 10 startů v jednom kalendářním měsíci. |
| 261  | 5. října 2023, 05:36      | Block 5 B1076.8            | CCSFS SLC-40       | Starlink 6-21                                         | ~17 600 kg                   | LEO                       | Úspěšná | JRTI: Úspěšný   | Let s 22 družicemi druhé generace satelitní sítě Starlink. |
| 262  | 9. října 2023, 07:23      | Block 5 B1063.14           | VSFB SLC-4E        | Starlink 7-4                                          | ~16 800 kg                   | LEO                       | Úspěšná | OCISLY: Úspěšný | Let s 21 družicemi druhé generace satelitní sítě Starlink. |
| FH 8 | 13. října 2023, 14:19     | Heavy Block 5 B1079† centr | KSC LC-39A         | Psyche                                                | ~2 608 kg                    | HCO                       | Úspěšná | Bez pokusu      | Mise NASA k průzkumu asteroidu Psyche kvůli studiu formování Sluneční soustavy. |
| FH 8 | 13. října 2023, 14:19     | Block 5 B1064.4 boční      | KSC LC-39A         | Psyche                                                | ~2 608 kg                    | HCO                       | Úspěšná | LZ-1: Úspěšný   | Mise NASA k průzkumu asteroidu Psyche kvůli studiu formování Sluneční soustavy. |
| FH 8 | 13. října 2023, 14:19     | Block 5 B1065.4 boční      | KSC LC-39A         | Psyche                                                | ~2 608 kg                    | HCO                       | Úspěšná | LZ-2: Úspěšný   | Mise NASA k průzkumu asteroidu Psyche kvůli studiu formování Sluneční soustavy. |
| 263  | 13. října 2023, 23:01     | Block 5 B1067.14           | CCSFS SLC-40       | Starlink 6-22                                         | ~17 600 kg                   | LEO                       | Úspěšná | ASOG: Úspěšný   | Let s 22 družicemi druhé generace satelitní sítě Starlink. Druhá mise vypuštěná z Floridy v jednom kalendářním dni. |
| 264  | 18. října 2023, 00:39     | Block 5 B1062.16           | CCSFS SLC-40       | Starlink 6-23                                         | ~17 600 kg                   | LEO                       | Úspěšná | JRTI: Úspěšný   | Let s 22 družicemi druhé generace satelitní sítě Starlink. |
| 265  | 21. října 2023, 08:23     | Block 5 B1061.16           | VSFB SLC-4E        | Starlink 7-5                                          | ~16 800 kg                   | LEO                       | Úspěšná | OCISLY: Úspěšný | Let s 21 družicemi druhé generace satelitní sítě Starlink. |
| 266  | 22. října 2023, 02:17     | Block 5 B1080.4            | CCSFS SLC-40       | Starlink 6-24                                         | ~18 400 kg                   | LEO                       | Úspěšná | ASOG: Úspěšný   | Let s 23 družicemi druhé generace satelitní sítě Starlink. První start s novou rekordní hmotností nákladu. |
| 267  | 29. října 2023, 09:00     | Block 5 B1075.7            | VSFB SLC-4E        | Starlink 7-6                                          | ~17 600 kg                   | LEO                       | Úspěšná | OCISLY: Úspěšný | Let s 22 družicemi druhé generace satelitní sítě Starlink. První let s 22 satelity z Kalifornie (dosud jen 21). |
| 268  | 30. října 2023, 23:20     | Block 5 B1077.8            | CCSFS SLC-40       | Starlink 6-25                                         | ~18 400 kg                   | LEO                       | Úspěšná | JRTI: Úspěšný   | Let s 23 družicemi druhé generace satelitní sítě Starlink. |
| 269  | 4. listopadu 2023, 00:37  | Block 5 B1058.18           | CCSFS SLC-40       | Starlink 6-26                                         | ~18 400 kg                   | LEO                       | Úspěšná | ASOG: Úspěšný   | Let s 23 družicemi druhé generace satelitní sítě Starlink. První použití 1. stupně po osmnácté. |
| 270  | 8. listopadu 2023, 05:05  | Block 5 B1073.11           | CCSFS SLC-40       | Starlink 6-27                                         | ~18 400 kg                   | LEO                       | Úspěšná | JRTI: Úspěšný   | Let s 23 družicemi druhé generace satelitní sítě Starlink. |
| 271  | 10. listopadu 2023, 01:28 | Block 5 B1081.2            | KSC LC-39A         | SpaceX CRS-29                                         | ~9 525 kg                    | LEO                       | Úspěšná | LZ-1: Úspěšný   | Standardní let nákladní lodi Cargo Dragon k Mezinárodní vesmírné stanici. |
| 272  | 11. listopadu 2023, 18:49 | Block 5 B1071.12           | VSFB SLC-4E        | Transporter-9                                         | nezveřejněno                 | SSO                       | Úspěšná | LZ-4: Úspěšný   | Let se 113 malými satelity, zčásti nezveřejněnými. |
| 273  | 12. listopadu 2023, 21:08 | Block 5 B1076.9            | CCSFS SLC-40       | 03b mPOWER 5 & 6                                      | ~4 100 kg                    | MEO                       | Úspěšná | ASOG: Úspěšný   | Třetí sada satelitů nové telekomunikační sítě společnosti SES. |
| 274  | 18. listopadu 2023, 05:05 | Block 5 B1069.11           | CCSFS SLC-40       | Starlink 6-28                                         | ~18 400 kg                   | LEO                       | Úspěšná | JRTI: Úspěšný   | Let s 23 družicemi druhé generace satelitní sítě Starlink. |
| 275  | 20. listopadu 2023, 10:30 | Block 5 B1063.15           | VSFB SLC-4E        | Starlink 7-7                                          | ~17 600 kg                   | LEO                       | Úspěšná | OCISLY: Úspěšný | Let s 22 družicemi druhé generace satelitní sítě Starlink. |
| 276  | 22. listopadu 2023, 07:47 | Block 5 B1067.15           | CCSFS SLC-40       | Starlink 6-29                                         | ~18 400 kg                   | LEO                       | Úspěšná | ASOG: Úspěšný   | Let s 23 družicemi druhé generace satelitní sítě Starlink. |
| 277  | 28. listopadu 2023, 04:20 | Block 5 B1062.17           | CCSFS SLC-40       | Starlink 6-30                                         | ~18 400 kg                   | LEO                       | Úspěšná | JRTI: Úspěšný   | Let s 23 družicemi druhé generace satelitní sítě Starlink. |
| 278  | 1. prosince 2023, 18:19   | Block 5 B1061.17           | VSFB SLC-4E        | 425 Project SAR                                       | ~800 kg                      | SSO                       | Úspěšná | LZ-4: Úspěšný   | Let s jihokorejským vojenským satelitem a 24 cubesaty. Celkem 250. úspěšné přistání prvního stupně Falcon. |
| 279  | 3. prosince 2023, 04:00   | Block 5 B1078.6            | CCSFS SLC-40       | Starlink 6-31                                         | ~18 400 kg                   | LEO                       | Úspěšná | ASOG: Úspěšný   | Let s 23 družicemi druhé generace satelitní sítě Starlink. |
| 280  | 7. prosince 2023, 05:07   | Block 5 B1077.9            | CCSFS SLC-40       | Starlink 6-33                                         | ~18 400 kg                   | LEO                       | Úspěšná | JRTI: Úspěšný   | Let s 23 družicemi druhé generace satelitní sítě Starlink. |
| 281  | 8. prosince 2023, 08:03   | Block 5 B1071.13           | VSFB SLC-4E        | Starlink 7-8                                          | ~17 600 kg                   | LEO                       | Úspěšná | OCISLY: Úspěšný | Let s 22 družicemi druhé generace satelitní sítě Starlink. |
| 282  | 19. prosince 2023, 04:01  | Block 5 B1081.3            | CCSFS SLC-40       | Starlink 6-34                                         | ~18 400 kg                   | LEO                       | Úspěšná | ASOG: Úspěšný   | Let s 23 družicemi druhé generace satelitní sítě Starlink. |
| 283  | 23. prosince 2023, 05:33  | Block 5 B1058.19†          | CCSFS SLC-40       | Starlink 6-32                                         | ~18 400 kg                   | LEO                       | Úspěšná | JRTI: Úspěšný   | Let s 23 družicemi druhé generace satelitní sítě Starlink. První použití 1. stupně po devatenácté. Po úspěšném přistání se stupeň během přesunu na plošině JRTI zpět na kosmodrom kvůli rozbouřenému moři, silnému větru a vlnám převrátil a byl zničen. |
| 284  | 24. prosince 2023, 13:11  | Block 5 B1075.8            | VSFB SLC-4E        | SARah 2 & 3                                           | ~3 600 kg                    | SSO                       | Úspěšná | LZ-4: Úspěšný   | Let s 2 německými zpravodajskými satelity. Celkem 90 orbitální let Falconů 9 v roce 2023 (mimo Falcon Heavy) |
| FH 9 | 29. prosince 2023, 01:07  | Heavy Block 5 B1084† centr | KSC LC-39A         | USSF-52 (Boeing X-37B)                                | 6 350 kg + užitečné zatížení | GTO                       | Úspěšná | Bez pokusu      | Celkem sedmý let amerického experimentálního bezpilotního kosmického raketoplánu, který pro NASA a Ministerstvo obrany USA vyvinula a provozuje společnost Boeing. |
| FH 9 | 29. prosince 2023, 01:07  | Block 5 B1064.5 boční      | KSC LC-39A         | USSF-52 (Boeing X-37B)                                | 6 350 kg + užitečné zatížení | GTO                       | Úspěšná | LZ-1: Úspěšný   | Celkem sedmý let amerického experimentálního bezpilotního kosmického raketoplánu, který pro NASA a Ministerstvo obrany USA vyvinula a provozuje společnost Boeing. |
| FH 9 | 29. prosince 2023, 01:07  | Block 5 B1065.5 boční      | KSC LC-39A         | USSF-52 (Boeing X-37B)                                | 6 350 kg + užitečné zatížení | GTO                       | Úspěšná | LZ-2: Úspěšný   | Celkem sedmý let amerického experimentálního bezpilotního kosmického raketoplánu, který pro NASA a Ministerstvo obrany USA vyvinula a provozuje společnost Boeing. |
| 285  | 29. prosince 2023, 04:01  | Block 5 B1069.12           | CCSFS SLC-40       | Starlink 6-36                                         | ~18 400 kg                   | LEO                       | Úspěšná | ASOG: Úspěšný   | Let s 23 družicemi druhé generace satelitní sítě Starlink. |

### 2024
Zakladatel SpaceX Elon Musk těsně před začátkem roku oznámil, že SpaceX chce v roce 2024 zvýšit celkovou hmotnost startů na oběžnou dráhu pomocí rodiny Falcon zhruba o polovinu. Na setkání se zaměstnanci pak 12. ledna 2024 oznámil, že pro začínající rok SpaceX cílí až na 150 startů Falconů. Společnost vyrovnala do té doby rekordní počet 96 startů z roku 2023 v jednom roce startem 16. srpna 2024 a do konce roku se dostala k číslu 134 (z toho dvakrát letěl Falcon Heavy). Společnost zaznamenala selhání při jediném startu, když 12. července 2024 závada na 2. stupni vyřadila z provozu motor, takže se nové satelity sítě Starlink nedostaly na potřebnou základní dráhu a i přes snahu o jejich záchranu vlastními silami postupně všechny zanikly.
Návazně na 19. let jednoho z nejstarších stupňů Falcon 9, uskutečněný 23. prosince 2023, Musk také uvedl, že společnost tento typ nosiče úředně kvalifikuje, aby ho mohla používat až na 40 letů.
Ze 138 vypuštěných boosterů (132 standardních letů a dvakrát tři nosiče při 2 letech Falcon Heavy) se celkem 132 pokusilo přistát na přistávací plochu nebo autonomní plovoucí plošinu. Z nich pouze jediný neuspěl (booster B1062, 28. srpna 2024, který se těsně po řádném přistání kvůli rozlomení jedné ze svých přistávacích nohou převrátil a rozlomil). U zbývajících 6 boosterů se kvůli požadované trajektorii letu s přistáním nepočítalo.

| Let č. | Datum (UTC)               | Nosič ID stupně            | Startovací komplex | Náklad                             | Hmotnost nákladu  | Orbit         | Mise      | Návrat 1.stupně | Poznámky |
| ------ | ------------------------- | -------------------------- | ------------------ | ---------------------------------- | ----------------- | ------------- | --------- | --------------- | --- |
| 286    | 3. ledna 2024, 03:44      | Block 5 B1082.1            | VSFB SLC-4E        | Starlink 7-9                       | ~16 800 kg        | LEO           | Úspěšná   | OCISLY: Úspěšný | Let s 22 družicemi druhé generace satelitní sítě Starlink, včetně prvních 6 družic s novým systémém přímého spojení s mobilními telefony (direct-to-cell). |
| 287    | 3. ledna 2024, 23:04      | Block 5 B1076.10           | CCSFS SLC-40       | Ovzon-3                            | 1 800 kg          | GTO           | Úspěšná   | LZ-1: Úspěšný   | Let se satelitem švédského poskytovatele širokopásmového internetového připojení. |
| 288    | 7. ledna 2024, 22:35      | Block 5 B1067.16           | CCSFS SLC-40       | Starlink 6-35                      | ~17 100 kg        | LEO           | Úspěšná   | ASOG: Úspěšný   | Let s 23 družicemi druhé generace satelitní sítě Starlink. |
| 289    | 14. ledna 2024, 08:59     | Block 5 B1061.18           | VSFB SLC-4E        | Starlink 7-10                      | ~16 700 kg        | LEO           | Úspěšná   | OCISLY: Úspěšný | Let s 22 družicemi druhé generace satelitní sítě Starlink. |
| 290    | 15. ledna 2024, 01:52     | Block 5 B1073.12           | CCSFS SLC-40       | Starlink 6-37                      | ~17 100 kg        | LEO           | Úspěšná   | ASOG: Úspěšný   | Let s 23 družicemi druhé generace satelitní sítě Starlink. V pořadí 300. úspěšný start Falconu 9 a Falconu Heavy a 190. úspěšné přistání prvního stupně v řadě od dosud posledního selhání v únoru 2021. |
| 291    | 18. ledna 2024, 21:49     | Block 5 B1080.5            | KSC LC-39A         | Axiom Mission 3                    | ~13 000 kg        | LEO           | Úspěšná   | LZ-1: Úspěšný   | Let k ISS se třetí posádkou programu Axiom Space. |
| 292    | 24. ledna 2024, 00:35     | Block 5 B1063.16           | VSFB SLC-4E        | Starlink 7-11                      | ~16 700 kg        | LEO           | Úspěšná   | OCISLY: Úspěšný | Let s 22 družicemi druhé generace satelitní sítě Starlink. |
| 293    | 29. ledna 2024, 01:10     | Block 5 B1062.18           | KSC LC-39A         | Starlink 6-38                      | ~18 400 kg        | LEO           | Úspěšná   | ASOG: Úspěšný   | Let s 23 družicemi druhé generace satelitní sítě Starlink. |
| 294    | 29. ledna 2024, 05:57     | Block 5 B1075.9            | VSFB SLC-4E        | Starlink 7-12                      | ~16 700 kg        | LEO           | Úspěšná   | OCISLY: Úspěšný | Let s 23 družicemi druhé generace satelitní sítě Starlink. |
| 295    | 30. ledna 2024, 17:07     | Block 5 B1077.10           | CCSFS SLC-40       | Cygnus NG-20                       | ~8 050 kg         | LEO           | Úspěšná   | LZ-1: Úspěšný   | První let Falconu s nákladní lodí Cygnus k ISS. |
| 296    | 8. února 2024, 06:30      | Block 5 B1081.4            | CCSFS SLC-40       | PACE                               | 1 694 kg          | SSO           | Úspěšná   | LZ-1: Úspěšný   | Let s družicí NASA pro studium planktonu, aerosolů, mraků a ekosystému oceánů |
| 297    | 10. února 2024, 00:34     | Block 5 B1071.14           | VSFB SLC-4E        | Starlink 7-13                      | ~16 700 kg        | LEO           | Úspěšná   | OCISLY: Úspěšný | Let s 22 družicemi druhé generace satelitní sítě Starlink. |
| 298    | 14. února 2024, 22:30     | Block 5 B1078.7            | CCSFS SLC-40       | USSF-124                           | neoznámeno        | LEO           | Úspěšná   | LZ-2: Úspěšný   | Mise se 6 utajovanými satelity pro Vesmírné síly USA |
| 299    | 15. února 2024, 06:05     | Block 5 B1060.18           | KSC LC-39A         | IM-1 Nova-C                        | 1 937 kg          | TLI           | Úspěšná   | LZ-1: Úspěšný   | Druhá mise v programu Commercial Lunar Payload Services (Komerční přeprava nákladu na Měsíc). Let s přistávacím modulem Odysseus společnosti Intuitive Machines |
| 300    | 15. února 2024, 21:34     | Block 5 B1082.2            | VSFB SLC-4E        | Starlink 7-14                      | ~16 700 kg        | LEO           | Úspěšná   | OCISLY: Úspěšný | Let s 22 družicemi druhé generace satelitní sítě Starlink. Třístý start Falconu 9 a dvousté úspěšné přistání. Třetí start Falconu během po sobě jdoucích 24 hodin |
| 301    | 20. února 2024, 20:11     | Block 5 B1067.17           | CCSFS SLC-40       | Merah Puth 2 (Telkomsat HTS 113BT) | 4 000 kg          | GTO           | Úspěšná   | JRTI: Úspěšný   | Třístá úspěšná mise Falconu 9, let s indonéským telekomunikačním satelitem. |
| 302    | 23. února 2024, 04:11     | Block 5 B1061.19           | VSFB SLC-4E        | Starlink 7-15                      | ~16 700 kg        | LEO           | Úspěšná   | OCISLY: Úspěšný | Let s 22 družicemi druhé generace satelitní sítě Starlink. Druhý booster použitý podevatenácté, přičemž pro jeden z motorů Merlin šlo už o 22. použití. |
| 303    | 25. února 2024, 22:06     | Block 5 B1069.13           | CCSFS SLC-40       | Starlink 6-39                      | ~17 500 kg        | LEO           | Úspěšná   | ASOG: Úspěšný   | První let s 24 družicemi druhé generace satelitní sítě Starlink, rekordní hmotnost dopravená na nízkou oběžnou dráhu Země.. |
| 304    | 29. února 2024, 15:30     | Block 5 B1076.11           | CCSFS SLC-40       | Starlink 6-40                      | ~17 100 kg        | LEO           | Úspěšná   | JRTI: Úspěšný   | Let s 23 družicemi druhé generace satelitní sítě Starlink. |
| 305    | 4. března 2024, 03:53     | Block 5 B1083.1            | KSC LC-39A         | SpaceX Crew-8                      | ~13 000 kg        | LEO           | Úspěšná   | LZ-1: Úspěšný   | Standardní let lodi Crew Dragon se 4 členy Expedice 71 k Mezinárodní vesmírné stanici. |
| 306    | 4. března 2024, 22:05     | Block 5 B1081.5            | VSFB SLC-4E        | Transporter 10                     | ? kg              | SSO           | Úspěšná   | LZ-4: Úspěšný   | Let s 53 malými satelity. |
| 307    | 4. března 2024, 23:56     | Block 5 B1073.13           | CCSFS SLC-40       | Starlink 6-41                      | ~17 100 kg        | LEO           | Úspěšná   | ASOG: Úspěšný   | Let s 23 družicemi druhé generace satelitní sítě Starlink. |
| 308    | 10. března 2024, 23:05    | Block 5 B1077.11           | CCSFS SLC-40       | Starlink 6-43                      | ~17 100 kg        | LEO           | Úspěšná   | JRTI: Úspěšný   | Let s 23 družicemi druhé generace satelitní sítě Starlink. |
| 309    | 11. března 2024, 04:09    | Block 5 B1063.17           | VSFB SLC-4E        | Starlink 7-17                      | ~17 100 kg        | LEO           | Úspěšná   | OCISLY: Úspěšný | Let s 23 družicemi druhé generace satelitní sítě Starlink. |
| 310    | 16. března 2024, 00:21    | Block 5 B1062.19           | KSC LC-39A         | Starlink 6-44                      | ~17 100 kg        | LEO           | Úspěšná   | ASOG: Úspěšný   | Let s 23 družicemi druhé generace satelitní sítě Starlink. |
| 311    | 19. března 2024, 02:08    | Block 5 B1075.10           | VSFB SLC-4E        | Starlink 7-16                      | ~16 100 kg        | LEO           | Úspěšná   | OCISLY: Úspěšný | Let s 20 družicemi druhé generace satelitní sítě Starlink a 2 satelity programu Starshield. |
| 312    | 21. března 2024, 20:55    | Block 5 B1080.6            | CCSFS SLC-40       | SpaceX CRS-30                      | 2 721 kg (náklad) | LEO           | Úspěšná   | LZ-1: Úspěšný   | Standardní let nákladní lodi Cargo Dragon k Mezinárodní vesmírné stanici. První let Dragonu 2 z rampy SLC-40. |
| 313    | 24. března 2024, 03:09    | Block 5 B1060.19           | KSC LC-39A         | Starlink 6-42                      | ~17 100 kg        | LEO           | Úspěšná   | JRTI: Úspěšný   | Let s 23 družicemi druhé generace satelitní sítě Starlink. |
| 314    | 25. března 2024, 23:42    | Block 5 B1078.8            | CCSFS SLC-40       | Starlink 6-46                      | ~17 100 kg        | LEO           | Úspěšná   | ASOG: Úspěšný   | Let s 23 družicemi druhé generace satelitní sítě Starlink. |
| 315    | 30. března 2024, 21:52    | Block 5 B1076.12           | KSC LC-39A         | Eutelsat 36D                       | 5 000 kg          | GTO           | Úspěšná   | JRTI: Úspěšný   | Televizní satelit vysílací sítě Eutelsat. Poprvé proveden 11. start Falconu v kalendářním měsíci. |
| 316    | 31. března 2024, 01:30    | Block 5 B1067.18           | CCSFS SLC-40       | Starlink 6-45                      | ~17 100 kg        | LEO           | Úspěšná   | ASOG: Úspěšný   | Let s 23 družicemi druhé generace satelitní sítě Starlink. Poprvé proveden 12. start Falconu v kalendářním měsíci. |
| 317    | 2. dubna 2024, 02:30      | Block 5 B1071.15           | VSFB SLC-4E        | Starlink 7-18                      | ~16 700 kg        | LEO           | Úspěšná   | OCISLY: Úspěšný | Let s 22 družicemi druhé generace satelitní sítě Starlink. |
| 318    | 5. dubna 2024, 09:12      | Block 5 B1069.14           | CCSFS SLC-40       | Starlink 6-47                      | ~17 100 kg        | LEO           | Úspěšná   | ASOG: Úspěšný   | Let s 23 družicemi druhé generace satelitní sítě Starlink. |
| 319    | 7. dubna 2024, 02:25      | Block 5 B1081.6            | VSFB SLC-4E        | Starlink 8-1                       | ~17 100 kg        | LEO           | Úspěšná   | OCISLY: Úspěšný | Let s 21 družicemi druhé generace satelitní sítě Starlink, vč. 6 satelitů služby direct-to-cell. |
| 320    | 7. dubna 2024, 23:16      | Block 5 B1073.14           | KSC LC-39A         | Bandwagon-1                        | ? kg              | LEO           | Úspěšná   | LZ-1: Úspěšný   | Let s 11 objekty v programu Bandwagon-1, včetně jihokorejského vojenského satelitu 425 Project SAR 1. |
| 321    | 10. dubna 2024, 05:40     | Block 5 B1083.2            | CCSFS SLC-40       | Starlink 6-48                      | ~17 100 kg        | LEO           | Úspěšná   | JRTI: Úspěšný   | Let s 23 družicemi druhé generace satelitní sítě Starlink. |
| 322    | 11. dubna 2024, 14:25     | Block 5 B1082.3            | VSFB SLC-4E        | USSF-62 (WSF-M 1)                  | 1 200 kg          | SSO           | Úspěšná   | LZ-4: Úspěšný   | Let s družicí pro mikrovlnné sledování počasí pro US Space Force. |
| 323    | 13. dubna 2024, 01:40     | Block 5 B1062.20           | CCSFS SLC-40       | Starlink 6-49                      | ~17 100 kg        | LEO           | Úspěšná   | ASOG: Úspěšný   | Let s 23 družicemi druhé generace satelitní sítě Starlink. První booster použitý po dvacáté. |
| 324    | 17. dubna 2024, 21:26     | Block 5 B1077.12           | KSC LC-39A         | Starlink 6-51                      | ~17 100 kg        | LEO           | Úspěšná   | JRTI: Úspěšný   | Let s 23 družicemi druhé generace satelitní sítě Starlink. |
| 325    | 18. dubna 2024, 22:40     | Block 5 B1080.7            | CCSFS SLC-40       | Starlink 6-52                      | ~17 100 kg        | LEO           | Úspěšná   | ASOG: Úspěšný   | Let s 23 družicemi druhé generace satelitní sítě Starlink. |
| 326    | 23. dubna 2024, 22:17     | Block 5 B1078.9            | CCSFS SLC-40       | Starlink 6-53                      | ~17 100 kg        | LEO           | Úspěšná   | JRTI: Úspěšný   | Let s 23 družicemi druhé generace satelitní sítě Starlink. Celkem 300. úspěšné přistání boosterů Falcon 9 a Falcon Heavy. |
| 327    | 28. dubna 2024, 00:34     | Block 5 B1060.20           | KSC LC-39A         | Galileo-L12 (FM25 & FM27)          | 1 600 kg          | MEO           | Úspěšná   | Bez pokusu      | První ze dvou letů s dvojicí satelitů navigačního systému Galileo, objednaných u Spacex kvůli zpoždění provozu rakety Ariane 6. Kvůli požadované výšce dráhy nebylo možné přistání boosteru. |
| 328    | 28. dubna 2024, 22:08     | Block 5 B1076.13           | CCSFS SLC-40       | Starlink 6-54                      | ~17 100 kg        | LEO           | Úspěšná   | JRTI: Úspěšný   | Let s 23 družicemi druhé generace satelitní sítě Starlink. |
| 329    | 2. května 2024, 18:36     | Block 5 B1061.20           | VSFB SLC-4E        | WorldView Legion 1 & 2 Mission 1   | 1 500 kg          | SSO           | Úspěšná   | LZ-4: Úspěšný   | Dva satelity společnosti Maxar Technologies. |
| 330    | 3. května 2024, 02:37     | Block 5 B1067.19           | CCSFS SLC-40       | Starlink 6-55                      | ~17 100 kg        | LEO           | Úspěšná   | ASOG: Úspěšný   | Let s 23 družicemi druhé generace satelitní sítě Starlink. |
| 331    | 6. května 2024, 18:14     | Block 5 B1069.15           | CCSFS SLC-40       | Starlink 6-57                      | ~17 100 kg        | LEO           | Úspěšná   | JRTI: Úspěšný   | Let s 23 družicemi druhé generace satelitní sítě Starlink. |
| 332    | 8. května 2024, 18:42     | Block 5 B1083.3            | KSC LC-39A         | Starlink 6-56                      | ~17 100 kg        | LEO           | Úspěšná   | ASOG: Úspěšný   | Let s 23 družicemi druhé generace satelitní sítě Starlink. |
| 333    | 10. května 2024, 04:30    | Block 5 B1082.4            | VSFB SLC-4E        | Starlink 8-2                       | ~16 300 kg        | LEO           | Úspěšná   | OCISLY: Úspěšný | Let s 20 družicemi druhé generace satelitní sítě Starlink včetně 13 satelitů pro přímou konektivitu. |
| 334    | 13. května 2024, 00:53    | Block 5 B1073.15           | CCSFS SLC-40       | Starlink 6-58                      | ~17 100 kg        | LEO           | Úspěšná   | ASOG: Úspěšný   | Let s 23 družicemi druhé generace satelitní sítě Starlink. |
| 335    | 14. května 2024, 18:39    | Block 5 B1063.18           | VSFB SLC-4E        | Starlink 8-7                       | ~16 300 kg        | LEO           | Úspěšná   | OCISLY: Úspěšný | Let s 20 družicemi druhé generace satelitní sítě Starlink včetně 13 satelitů pro přímou konektivitu. |
| 336    | 18. května 2024, 00:32    | Block 5 B1062.21           | CCSFS SLC-40       | Starlink 6-59                      | ~17 100 kg        | LEO           | Úspěšná   | ASOG: Úspěšný   | Let s 23 družicemi druhé generace satelitní sítě Starlink. První booster použitý po dvacáté prvé. |
| 337    | 22. května 2024, 08:00    | Block 5 B1071.16           | VSFB SLC-4E        | NROL-146                           | neoznámeno        | LEO (SSO)     | Úspěšná   | OCISLY: Úspěšný | První z až 6 startů družic Starshield postavených společnostmi SpaceX a Northrop Grumman pro Národní úřad pro průzkum (NRO). |
| 338    | 23. května 2024, 02:35    | Block 5 B1080.8            | CCSFS SLC-40       | Starlink 6-62                      | ~17 100 kg        | LEO           | Úspěšná   | ASOG: Úspěšný   | Let s 23 družicemi druhé generace satelitní sítě Starlink. |
| 339    | 24. května 2024, 02:45    | Block 5 B1077.13           | KSC LC-39A         | Starlink 6-63                      | ~17 100 kg        | LEO           | Úspěšná   | JRTI: Úspěšný   | Let s 23 družicemi druhé generace satelitní sítě Starlink. |
| 340    | 28. května 2024, 14:24    | Block 5 B1078.10           | CCSFS SLC-40       | Starlink 6-60                      | ~17 100 kg        | LEO           | Úspěšná   | ASOG: Úspěšný   | Let s 23 družicemi druhé generace satelitní sítě Starlink. |
| 341    | 28. května 2024, 22:20    | Block 5 B1081.7            | VSFB SLC-4E        | EarthCARE                          | 2 350 kg          | LEO (SSO)     | Úspěšná   | LZ-4: Úspěšný   | Satelit EarthCARE (Cloud, Aerosol and Radiation Explorer), 6. mise agentury ESA pro lepší pochopení role mraků a aerosolů v odrazu slunečního záření. Poprvé v historii 13. start rakety Falcon v jednom kalendářním měsíci. |
| 342    | 1. června 2024, 02:37     | Block 5 B1076.14           | CCSFS SLC-40       | Starlink 6-64                      | ~17 100 kg        | LEO           | Úspěšná   | ASOG: Úspěšný   | Let s 23 družicemi druhé generace satelitní sítě Starlink. V lokálním čase kosmodromu 14. start rakety Falcon v jednom kalendářním měsíci. |
| 343    | 5. června 2024, 02:16     | Block 5 B1067.20           | CCSFS SLC-40       | Starlink 8-5                       | ~16 300 kg        | LEO           | Úspěšná   | JRTI: Úspěšný   | Let s 20 družicemi druhé generace satelitní sítě Starlink včetně 13 satelitů pro přímou konektivitu. |
| 344    | 8. června 2024, 01:56     | Block 5 B1069.16           | CCSFS SLC-40       | Starlink 10-1                      | ~16 700 kg        | LEO           | Úspěšná   | ASOG: Úspěšný   | Let s 22 družicemi druhé generace satelitní sítě Starlink. Celkem 300. přistání boosteru Falcon. |
| 345    | 8. června 2024, 12:58     | Block 5 B1061.21           | VSFB SLC-4E        | Starlink 8-8                       | ~16 300 kg        | LEO           | Úspěšná   | OCISLY: Úspěšný | Let s 20 družicemi druhé generace satelitní sítě Starlink včetně 13 satelitů pro přímou konektivitu. |
| 346    | 19. června 2024, 03:40    | Block 5 B1082.5            | VSFB SLC-4E        | Starlink 9-1                       | ~16 300 kg        | LEO           | Úspěšná   | OCISLY: Úspěšný | Let s 20 družicemi druhé generace satelitní sítě Starlink včetně 13 satelitů pro přímou konektivitu. |
| 347    | 20. června 2024, 21:35    | Block 5 B1080.9            | CCSFS SLC-40       | Astra 1P/SES-24                    | 5 000 kg          | GTO           | Úspěšná   | JRTI: Úspěšný   | Komunikační satelit vyrobený Thales Alenia Space pro lucemburského operátora SES. Celkem 250. přistání na plovoucí plošinu. |
| 348    | 23. června 2024, 17:15    | Block 5 B1078.11           | CCSFS SLC-40       | Starlink 10-2                      | ~16 700 kg        | LEO           | Úspěšná   | ASOG: Úspěšný   | Let s 22 družicemi druhé generace satelitní sítě Starlink. První startovní pokus 14. června přerušen po zážehu motorů. Původně použitý booster B1073 poté nahrazen B1078. |
| 349    | 24. června 2024, 03:47    | Block 5 B1075.11           | VSFB SLC-4E        | Starlink 9-2                       | ~16 300 kg        | LEO           | Úspěšná   | OCISLY: Úspěšný | Let s 20 družicemi druhé generace satelitní sítě Starlink včetně 13 satelitů pro přímou konektivitu.. |
| FH 10  | 25. června 2024, 21:26    | Heavy Block 5 B1087† centr | KSC LC-39A         | GOES-U                             | 5 000 kg          | GTO           | Úspěšná   | Bez pokusu      | Let s meteorologickou družicí NASA pro Národní úřad pro oceán a atmosféru (NOAA) |
| FH 10  | 25. června 2024, 21:26    | Block 5 B1072.1 boční      | KSC LC-39A         | GOES-U                             | 5 000 kg          | GTO           | Úspěšná   | LZ-1: Úspěšný   | Let s meteorologickou družicí NASA pro Národní úřad pro oceán a atmosféru (NOAA) |
| FH 10  | 25. června 2024, 21:26    | Block 5 B1086.1 boční      | KSC LC-39A         | GOES-U                             | 5 000 kg          | GTO           | Úspěšná   | LZ-2: Úspěšný   | Let s meteorologickou družicí NASA pro Národní úřad pro oceán a atmosféru (NOAA) |
| 350    | 27. června 2024, 11:14    | Block 5 B1062.22           | CCSFS SLC-40       | Starlink 10-3                      | ~17 100 kg        | LEO           | Úspěšná   | JRTI: Úspěšný   | Let s 23 družicemi druhé generace satelitní sítě Starlink. První booster použitý po dvacáté druhé. |
| 351    | 29. června 2024, 03:14    | Block 5 B1081.8            | VSFB SLC-4E        | NROL-186                           | neoznámeno        | SSO           | Úspěšná   | OCISLY: Úspěšný | Let pro Národní úřad pro průzkum (NRO) s asi 20 družicemi programu Starshield. |
| 352    | 3. července 2024, 08:55   | Block 5 B1073.16           | CCSFS SLC-40       | Starlink 8-9                       | ~16 300 kg        | LEO           | Úspěšná   | ASOG: Úspěšný   | Let s 20 družicemi druhé generace satelitní sítě Starlink. |
| 353    | 8. července 2024, 23:30   | Block 5 B1076.15           | CCSFS SLC-40       | Türksat 6A                         | ~4 250 kg         | GTO           | Úspěšná   | JRTI: Úspěšný   | Let s tureckou telekomunikační družicí |
| 354    | 12. července 2024, 02:35  | Block 5 B1063.19           | VSFB SLC-4E        | Starlink 9-3                       | ~16 300 kg        | LEO           | Neúspěšná | OCISLY: Úspěšný | Let s 20 družicemi druhé generace satelitní sítě Starlink. Závada motoru 2. stupně způsobila únik okysličovadla a pozdější destrukci motoru, satelity nedosáhly potřebné výšky a zanikly. Lety raket Falcon 9 byly přechodně zastaveny. |
| 355    | 27. července 2024, 05:45  | Block 5 B1069.17           | KSC LC-39A         | Starlink 10-9                      | ~17 100 kg        | LEO           | Úspěšná   | JRTI: Úspěšný   | Let s 23 družicemi druhé generace satelitní sítě Starlink. |
| 356    | 28. července 2024, 05:09  | Block 5 B1077.14           | CCSFS SLC-40       | Starlink 10-4                      | ~17 100 kg        | LEO           | Úspěšná   | ASOG: Úspěšný   | Let s 23 družicemi druhé generace satelitní sítě Starlink. Celkem 300. znovupoužití boosteru. |
| 357    | 28. července 2024, 09:22  | Block 5 B1071.17           | VSFB SLC-4E        | Starlink 9-4                       | ~16 500 kg        | LEO           | Úspěšná   | OCISLY: Úspěšný | Let s 21 družicemi druhé generace satelitní sítě Starlink včetně 13 satelitů pro přímou konektivitu. |
| 358    | 2. srpna 2024, 05:01      | Block 5 B1078.12           | KSC LC-39A         | Starlink 10-6                      | ~17 100 kg        | LEO           | Úspěšná   | ASOG: Úspěšný   | Let s 23 družicemi druhé generace satelitní sítě Starlink. |
| 359    | 4. srpna 2024, 07:24      | Block 5 B1082.6            | VSFB SLC-4E        | Starlink 11-1                      | ~17 100 kg        | LEO           | Úspěšná   | OCISLY: Úspěšný | Let s 23 družicemi druhé generace satelitní sítě Starlink. |
| 360    | 4. srpna 2024, 15:02      | Block 5 B1080.10           | CCSFS SLC-40       | Cygnus NG-21                       | 3 857 kg          | LEO           | Úspěšná   | LZ-1: Úspěšný   | Druhý ze tří plánovaných letů Falconu s nákladní lodí Cygnus k ISS. |
| 361    | 10. srpna 2024, 12:50     | Block 5 B1067.21           | CCSFS SLC-40       | Starlink 8-3                       | ~16 500 kg        | LEO           | Úspěšná   | JRTI: Úspěšný   | Let s 21 družicemi druhé generace satelitní sítě Starlink včetně 13 satelitů pro přímou konektivitu. |
| 362    | 12. srpna 2024, 02:02     | Block 5 B1061.22           | VSFB SLC-4E        | ASBM 1 (GX 10A) & 2 (GX 10B)       | ~7 230 kg         | Molnija       | Úspěšná   | OCISLY: Úspěšný | Let s 2 satelity systému Arctic Satellite Broadband Mission na protáhlé eliptické dráhy pro telekomunikační provoz ve vysokých zeměpisných šířkách |
| 363    | 12. srpna 2024, 10:37     | Block 5 B1073.17           | KSC LC-39A         | Starlink 10-7                      | ~17 100 kg        | LEO           | Úspěšná   | ASOG: Úspěšný   | Let s 23 družicemi druhé generace satelitní sítě Starlink. |
| 364    | 15. srpna 2024, 13:00     | Block 5 B1076.16           | CCSFS SLC-40       | WorldView Legion 3 & 4             | 1 500 kg          | LEO           | Úspěšná   | LZ-1: Úspěšný   | Let se 2 satelity společnosti Maxar Technologies. |
| 365    | 16. srpna 2024, 18:56     | Block 5 B1075.12           | VSFB SLC-4E        | Transporter-11                     | neoznámeno        | SSO           | Úspěšná   | LZ-4: Úspěšný   | Let se 116 malými satelity |
| 366    | 20. srpna 2024, 13:20     | Block 5 B1085.1            | CCSFS SLC-40       | Starlink 10-5                      | ~16 700 kg        | LEO           | Úspěšná   | ASOG: Úspěšný   | Let s 21 družicemi druhé generace satelitní sítě Starlink včetně 13 satelitů pro přímou konektivitu. |
| 367    | 28. srpna 2024, 07:48     | Block 5 B1062.23 †         | CCSFS SLC-40       | Starlink 8-6                       | ~16 700 kg        | LEO           | Úspěšná   | ASOG: Neúspěšný | Let s 21 družicemi druhé generace satelitní sítě Starlink včetně 13 satelitů pro přímou konektivitu. První booster použitý po dvacáté třetí. Booster se bezprostředně po přistání převrátil kvůli rozlomení přistávací nohy a zničil se. Šlo o první neúspěšné přistání od února 2021, po 267 úspěšných pokusech. FAA krátce poté nařídila vyšetřování, ale ještě před jeho ukončením povolila po dvou dnech na žádost SpaceX další starty. |
| 368    | 31. srpna 2024, 07:43     | Block 5 B1069.18           | CCSFS SLC-40       | Starlink 8-10                      | ~16 700 kg        | LEO           | Úspěšná   | ASOG: Úspěšný   | Let s 21 družicemi druhé generace satelitní sítě Starlink včetně 13 satelitů pro přímou konektivitu. |
| 369    | 31. srpna 2024, 08:48     | Block 5 B1081.9            | VSFB SLC-4E        | Starlink 9-5                       | ~16 700 kg        | LEO           | Úspěšná   | OCISLY: Úspěšný | Let s 21 družicemi druhé generace satelitní sítě Starlink včetně 13 satelitů pro přímou konektivitu. Rekordně krátký rozestup od úpředchozího startu (65 minut). |
| 370    | 5. září 2024, 15:33       | Block 5 B1077.15           | CCSFS SLC-40       | Starlink 8-11                      | ~16 700 kg        | LEO           | Úspěšná   | JRTI: Úspěšný   | Let s 21 družicemi druhé generace satelitní sítě Starlink včetně 13 satelitů pro přímou konektivitu. |
| 371    | 6. září 2024, 03:20       | Block 5 B1063.20           | VSFB SLC-4E        | NROL-113                           | neoznámeno        | LEO           | Úspěšná   | OCISLY: Úspěšný | Let pro Národní úřad pro průzkum (NRO) s 21 družicemi programu Starshield. |
| 372    | 10. září 2024, 09:23      | Block 5 B1083.4            | KSC LC-39A         | Polaris Dawn                       | ~13 000 kg        | LEO           | Úspěšná   | JRTI: Úspěšný   | První let programu Polaris podnikatele Jareda Isaacmana s cílem dosažení výškového rekordu na obžné dráze kolem Země a prvního soukromého výstupu do vesmíru. |
| 373    | 12. září 2024, 08:52      | Block 5 B1078.13           | CCSFS SLC-40       | BlueBird Block 1                   | 7 500 kg          | LEO           | Úspěšná   | LZ-1: Úspěšný   | Let s 5 širokopásmovými družicemi s přímou konektivitou s mobilními telefony pro společnost AST SpaceMobile.. |
| 374    | 13. září 2024, 01:45      | Block 5 B1071.18           | VSFB SLC-4E        | Starlink 9-6                       | ~16 700 kg        | LEO           | Úspěšná   | OCISLY: Úspěšný | Let s 21 družicemi druhé generace satelitní sítě Starlink včetně 13 satelitů pro přímou konektivitu. |
| 375    | 17. září 2024, 22:50      | Block 5 B1067.22           | CCSFS SLC-40       | Galileo L-13 (FM26 a FM32)         | 1 600 kg          | MEO           | Úspěšná   | JRTI: Úspěšný   | Let se 2 družicemi evropského navigačního systému Galileo. |
| 376    | 20. září 2024, 13:50      | Block 5 B1075.13           | VSFB SLC-4E        | Starlink 9-17                      | ~16 300 kg        | LEO           | Úspěšná   | OCISLY: Úspěšný | Let s 20 družicemi druhé generace satelitní sítě Starlink včetně 13 satelitů pro přímou konektivitu. |
| 377    | 25. září 2024, 04:01      | Block 5 B1081.10           | VSFB SLC-4E        | Starlink 9-8                       | ~16 300 kg        | LEO           | Úspěšná   | OCISLY: Úspěšný | Let s 20 družicemi druhé generace satelitní sítě Starlink včetně 13 satelitů pro přímou konektivitu. |
| 378    | 28. září 2024, 17:17      | Block 5 B1085.2            | CCSFS SLC-40       | SpaceX Crew-9                      | ~13 000 kg        | LEO           | Úspěšná   | LZ-1: Úspěšný   | Devátý let s dlouhodobou posádkou na ISS. Po splnění cíle mise 2. stupeň neprovedl správně brzdicí manévr před záníkem v atmosféře a trosky dopadly do Tichého oceánu mimo vymazanou oblast. SpaceX proto do doby zjištění příčin pozastavila další lety Falconů, což požadavkem na vyšetřování potvrdil také FAA. |
| 379    | 7. října 2024, 14:52      | Block 5 B1061.23           | CCSFS SLC-40       | Hera                               | 1 108 kg          | HCO           | Úspěšná   | Bez pokusu      | Vesmírná sonda ESA k planetce Didymos. Odletěla na základě jednorázového povolení FAA ke startu Falconu v době pozastavených letů kvůli vyšetřvání anomálie z 28. září. |
| FH 11  | 14. října 2024, 16:06     | Heavy Block 5 B1087 centr  | KSC LC-39A         | Europa Clipper                     | 6 065 kg          | HCO           | Úspěšná   | Bez pokusu      | Vesmírná sonda NASA k měsícům Jupitera. První start po povolení dalších letů, které FAA vydal 11. října 2024. |
| FH 11  | 14. října 2024, 16:06     | Block 5 B1046.6 boční      | KSC LC-39A         | Europa Clipper                     | 6 065 kg          | HCO           | Úspěšná   | Bez pokusu      | Vesmírná sonda NASA k měsícům Jupitera. První start po povolení dalších letů, které FAA vydal 11. října 2024. |
| FH 11  | 14. října 2024, 16:06     | Block 5 B1065.6 boční      | KSC LC-39A         | Europa Clipper                     | 6 065 kg          | HCO           | Úspěšná   | Bez pokusu      | Vesmírná sonda NASA k měsícům Jupitera. První start po povolení dalších letů, které FAA vydal 11. října 2024. |
| 380    | 15. října 2024, 06:10     | Block 5 B1080.11           | CCSFS SLC-40       | Starlink 10-10                     | ~17 100 kg        | LEO           | Úspěšná   | ASOG: Úspěšný   | Let s 23 družicemi druhé generace satelitní sítě Starlink. Celkem 100. start společnosti SpaceX v roce 2024 (vč. 3 letů rakety Super Heavy s lodí Starship). |
| 381    | 15. října 2024, 08:21     | Block 5 B1071.19           | VSFB SLC-4E        | Starlink 9-7                       | ~16 300 kg        | LEO           | Úspěšná   | OCISLY: Úspěšný | Let s 20 družicemi druhé generace satelitní sítě Starlink včetně 13 satelitů pro přímou konektivitu. |
| 382    | 18. října 2024, 23:31     | Block 5 B1076.17           | CCSFS SLC-40       | Starlink 8-19                      | ~16 300 kg        | LEO           | Úspěšná   | JRTI: Úspěšný   | Let s 20 družicemi druhé generace satelitní sítě Starlink včetně 13 satelitů pro přímou konektivitu. |
| 383    | 20. října 2024, 05:13     | Block 5 B1082.7            | VSFB SLC-4E        | OneWeb #20                         | 2 954 kg          | LEO (polární) | Úspěšná   | LZ-4: Úspěšný   | Let s 20 družicemi sítě OneWeb společnosti Eutelsat Group. Stý start rakety z rodiny Falcon v roce 2024. |
| 384    | 23. října 2024, 21:47     | Block 5 B1073.18           | CCSFS SLC-40       | Starlink 6-61                      | ~17 100 kg        | LEO           | Úspěšná   | ASOG: Úspěšný   | Let s 23 družicemi druhé generace satelitní sítě Starlink. Celkem 100. úspěšný start rakety Falcon v roce 2024. |
| 385    | 24. října 2024, 17:13     | Block 5 B1063.21           | VSFB SLC-4E        | NROL-167                           | neoznámeno        | LEO           | Úspěšná   | OCISLY: Úspěšný | Let pro Národní úřad pro průzkum (NRO) s 21 družicemi programu Starshield. Celkem 100. start rakety Falcon 9 v roce 2024. |
| 386    | 26. října 2024, 21:47     | Block 5 B1069.19           | CCSFS SLC-40       | Starlink 10-8                      | ~16 700 kg        | LEO           | Úspěšná   | JRTI: Úspěšný   | Let s 22 družicemi druhé generace satelitní sítě Starlink. Stý úspěšný start rakety Falcon 9 v roce 2024. |
| 387    | 30. října 2024, 12:07     | Block 5 B1075.14           | VSFB SLC-4E        | Starlink 9-9                       | ~16 300 kg        | LEO           | Úspěšná   | OCISLY: Úspěšný | Let s 20 družicemi druhé generace satelitní sítě Starlink včetně 13 satelitů pro přímou konektivitu. Celkem 200. start pro síť Starlink. |
| 388    | 30. října 2024, 21:10     | Block 5 B1078.14           | CCSFS SLC-40       | Starlink 10-13                     | ~17 100 kg        | LEO           | Úspěšná   | ASOG: Úspěšný   | Let s 23 družicemi druhé generace satelitní sítě Starlink. |
| 389    | 5. listopadu 2024, 02:29  | Block 5 B1083.5            | KSC LC-39A         | SpaceX CRS-31                      | 2 762 kg (náklad) | LEO           | Úspěšná   | LZ-1: Úspěšný   | Další zásobovací let na ISS podle programu Commercial Resupply Services 2. Celkem 400. let rakety z rodiny Falcon (389krát Falcon 9 a 11krát Falcon Heavy) |
| 390    | 7. listopadu 2024, 20:19  | Block 5 B1085.3            | CCSFS SLC-40       | Starlink 6-77                      | ~17 100 kg        | LEO           | Úspěšná   | JRTI: Úspěšný   | Let s 23 družicemi druhé generace satelitní sítě Starlink. |
| 391    | 9. listopadu 2024, 06:14  | Block 5 B1081.11           | VSFB SLC-4E        | Starlink 9-10                      | ~16 300 kg        | LEO           | Úspěšná   | OCISLY: Úspěšný | Let s 20 družicemi druhé generace satelitní sítě Starlink včetně 13 satelitů pro přímou konektivitu. |
| 392    | 11. listopadu 2024, 17:22 | Block 5 B1067.23           | KSC LC-39A         | Koreasat 6A                        | 3 900 kg          | GTO           | Úspěšná   | LZ-1: Úspěšný   | Jihokorejský telekomunikační satelit. Booster 1067 jako druhý dosáhl 23. startů a přistání, ale i po 23. letů zůstal v pořádku (předchozí B1062 při posledním přistání havaroval). |
| 393    | 11. listopadu 2024, 21:28 | Block 5 B1080.12           | CCSFS SLC-40       | Starlink 6-69                      | ~17 500 kg        | LEO           | Úspěšná   | ASOG: Úspěšný   | Druhý let s 24 družicemi druhé generace satelitní sítě Starlink (první se uskutečnil v únoru 2024). |
| 394    | 14. listopadu 2024, 05:23 | Block 5 B1082.8            | VSFB SLC-4E        | Starlink 9-11                      | ~16 300 kg        | LEO           | Úspěšná   | OCISLY: Úspěšný | Let s 20 družicemi druhé generace satelitní sítě Starlink včetně 13 satelitů pro přímou konektivitu. |
| 395    | 14. listopadu 2024, 13:21 | Block 5 B1076.18           | CCSFS SLC-40       | Starlink 6-68                      | ~17 500 kg        | LEO           | Úspěšná   | JRTI: Úspěšný   | Let s 24 družicemi druhé generace satelitní sítě Starlink. |
| 396    | 17. listopadu 2024, 22:28 | Block 5 B1077.16           | KSC LC-39A         | Optus-X/TD7                        | ~4 000 kg         | GTO           | Úspěšná   | ASOG: Úspěšný   | Let s vojenským komunikačním satelitem, který pro autralského operátra Optus vyrobila společnost Northrop Grumman. |
| 397    | 18. listopadu 2024, 05:53 | Block 5 B1071.20           | VSFB SLC-4E        | Starlink 9-12                      | ~16 300 kg        | LEO           | Úspěšná   | OCISLY: Úspěšný | Let s 20 družicemi druhé generace satelitní sítě Starlink včetně 13 satelitů pro přímou konektivitu. |
| 398    | 18. listopadu 2024, 18:31 | Block 5 B1073.19           | CCSFS SLC-40       | GSAT-20 (GSAT-N2)                  | 4 700 kg          | GTO           | Úspěšná   | JRTI: Úspěšný   | Indický telekomunikační satelit pro provozovatele Dish TV. |
| 399    | 21. listopadu 2024, 16:07 | Block 5 B1069.20           | CCSFS SLC-40       | Starlink 6-66                      | ~17 500 kg        | LEO           | Úspěšná   | ASOG: Úspěšný   | Let s 24 družicemi druhé generace satelitní sítě Starlink. Jedna polovina krytu nákladu byla použita po dvacáté prvé. |
| 400    | 24. listopadu 2024, 05:25 | Block 5 B1075.15           | VSFB SLC-4E        | Starlink 9-13                      | ~16 300 kg        | LEO           | Úspěšná   | OCISLY: Úspěšný | Let s 20 družicemi druhé generace satelitní sítě Starlink včetně 13 satelitů pro přímou konektivitu. Celkem 400. start Falconu 9 a 100. start z rampy SLC-4E |
| 401    | 25. listopadu 2024, 10:02 | Block 5 B1080.13           | CCSFS SLC-40       | Starlink 12-1                      | ~18 420 kg        | LEO           | Úspěšná   | JRTI: Úspěšný   | Let s 23 družicemi druhé generace satelitní sítě Starlink včetně 12 satelitů pro přímou konektivitu. Dosud nejtěžší náklad vynesený Falconem 9. Dosud nejrychlejší znovupoužití prvního stupně - 13 dní, 12 hodin a 44 minut mezi lety. |
| 402    | 27. listopadu 2024, 04:41 | Block 5 B1078.15           | KSC LC-39A         | Starlink 6-76                      | ~17 500 kg        | LEO           | Úspěšná   | ASOG: Úspěšný   | Let s 24 družicemi druhé generace satelitní sítě Starlink. Celkem 400. úspěšný start Falconu 9 a 375. úspěšné přistání. |
| 403    | 30. listopadu 2024, 05:00 | Block 5 B1083.6            | CCSFS SLC-40       | Starlink 6-65                      | ~17 500 kg        | LEO           | Úspěšná   | JRTI: Úspěšný   | Let s 24 družicemi druhé generace satelitní sítě Starlink. |
| 404    | 30. listopadu 2024, 08:10 | Block 5 B1088.1            | VSFB SLC-4E        | NROL-126 / Starlink N-01           | ~16 100 kg        | LEO           | Úspěšná   | OCISLY: Úspěšný | Let se 2 satelity Starshield pro Národní úřad pro průzkum (NRO) a 20 družicemi druhé generace satelitní sítě Starlink |
| 405    | 4. prosince 2024, 10:13   | Block 5 B1067.24           | CCSFS SLC-40       | Starlink 6-70                      | ~17 500 kg        | LEO           | Úspěšná   | ASOG: Úspěšný   | Let s 24 družicemi druhé generace satelitní sítě Starlink. První booster použitý po dvacáté čtvrté. |
| 406    | 5. prosince 2024, 03:05   | Block 5 B1081.12           | VSFB SLC-4E        | Starlink 9-4                       | ~16 300 kg        | LEO           | Úspěšná   | OCISLY: Úspěšný | Let s 20 družicemi druhé generace satelitní sítě Starlink včetně 13 satelitů pro přímou konektivitu. Celkem 350. let již dříve použitého boosteru. |
| 407    | 5. prosince 2024, 16:10   | Block 5 B1076.19           | KSC LC-39A         | SXM-9                              | 7 000 kg          | GTO           | Úspěšná   | JRTI: Úspěšný   | Let se satelitem pro vysílání digitálního audiosignálu pro vysílatele Sirius XM Holdings. |
| 408    | 8. prosince 2024, 05:12   | Block 5 B1086.2            | CCSFS SLC-40       | Starlink 12-5                      | ~17 100 kg        | LEO           | Úspěšná   | ASOG: Úspěšný   | Let s 23 družicemi druhé generace satelitní sítě Starlink včetně 13 satelitů pro přímou konektivitu. |
| 409    | 13. prosince 2024, 21:55  | Block 5 B1082.9            | VSFB SLC-4E        | Starlink 11-2                      | ~16 700 kg        | LEO           | Úspěšná   | OCISLY: Úspěšný | Let s 22 družicemi druhé generace satelitní sítě Starlink. |
| 410    | 17. prosince 2024, 00:52  | Block 5 B1085.4            | CCSFS SLC-40       | GPS III-7 (RRT-1)                  | ~4 350 kg         | MEO           | Úspěšná   | ASOG: Úspěšný   | Let se satelitem 3. bloku globálního navigačního systému GPS budovaného od roku 2018. |
| 411    | 17. prosince 2024, 13:19  | Block 5 B1063.22           | VSFB SLC-4E        | NROL-149                           | neoznámeno        | LEO           | Úspěšná   | OCISLY: Úspěšný | Let se 22 satelity Starshield pro Národní úřad pro průzkum (NRO) |
| 412    | 17. prosince 2024, 22:26  | Block 5 B1090.1            | KSC LC-39A         | O3b mPOWER 7-8                     | ~3 400 kg         | MEO           | Úspěšná   | JRTI: Úspěšný   | Dva satelity nové telekomunikační sítě společnosti SES. |
| 413    | 21. prosince 2024, 11:34  | Block 5 B1071.21           | VSFB SLC-4E        | Bandwagon-2                        | ~800 kg           | LEO           | Úspěšná   | LZ-4: Úspěšný   | Let s 30 malými satelity různých zákazníků včetně českého cubesatu LASARsat českého týmu LASAR. |
| 414    | 23. prosince 2024, 05:35  | Block 5 B1080.14           | KSC LC-39A         | Starlink 12-2                      | ~16 500 kg        | LEO           | Úspěšná   | JRTI: Úspěšný   | Let s 21 družicemi druhé generace satelitní sítě Starlink včetně 13 satelitů pro přímou konektivitu. |
| 415    | 29. prosince 2024, 01:58  | Block 5 B1075.16           | VSFB SLC-4E        | Starlink 11-3                      | ~16 700 kg        | LEO           | Úspěšná   | OCISLY: Úspěšný | Let s 22 družicemi druhé generace satelitní sítě Starlink. |
| 416    | 29. prosince 2024, 05:00  | Block 5 B1083.7            | CCSFS SLC-40       | Astranis: From One to Many         | 1 600 kg          | GTO           | Úspěšná   | ASOG: Úspěšný   | Let se 4 komunikačními satelity MicroGEO americké společnosti Astranis. |
| 417    | 31. prosince 2024, 05:39  | Block 5 B1078.16           | KSC LC-39A         | Starlink 12-6                      | ~16 500 kg        | LEO           | Úspěšná   | JRTI: Úspěšný   | Let s 21 družicemi druhé generace satelitní sítě Starlink včetně 13 satelitů pro přímou konektivitu. |

### 2025
|     | Datum (UTC)              | Nosič ID stupně  | Startovací komplex | Náklad                         | Hmotnost nákladu  | Orbit       | Mise    | Návrat 1.stupně | Poznámky |
| --- | ------------------------ | ---------------- | ------------------ | ------------------------------ | ----------------- | ----------- | ------- | --------------- | --- |
| 418 | 4. ledna 2025, 01:27     | Block 5 B1073.20 | CCSFS SLC-40       | Thuraya 4-NGS                  | 5 000 kg          | GTO         | Úspěšná | ASOG: Úspěšný   | Telekomunikační družice, náhrada za Thuraya 2. |
| 419 | 6. ledna 2025, 20:43     | Block 5 B1077.17 | CCSFS SLC-40       | Starlink 6-71                  | ~17 500 kg        | LEO         | Úspěšná | JRTI: Úspěšný   | Let s 24 družicemi druhé generace satelitní sítě Starlink včetně 13 satelitů pro přímou konektivitu. |
| 420 | 8. ledna 2025, 15:27     | Block 5 B1086.3  | KSC LC-39A         | Starlink 12-11                 | ~16 500 kg        | LEO         | Úspěšná | ASOG: Úspěšný   | Let s 21 družicemi druhé generace satelitní sítě Starlink včetně 13 satelitů pro přímou konektivitu. |
| 421 | 10. ledna 2025, 03:53    | Block 5 B1071.22 | VSFB SLC-4E        | NROL-153                       | neoznámeno        | LEO         | Úspěšná | OCISLY: Úspěšný | Let se 21 satelity Starshield pro Národní úřad pro průzkum (NRO) |
| 422 | 10. ledna 2025, 19:11    | Block 5 B1067.25 | CCSFS SLC-40       | Starlink 12-12                 | ~16 500 kg        | LEO         | Úspěšná | JRTI: Úspěšný   | Let s 21 družicemi druhé generace satelitní sítě Starlink včetně 13 satelitů pro přímou konektivitu. První booster použitý po dvacáté páté. |
| 423 | 13. ledna 2025, 16:47    | Block 5 B1080.15 | CCSFS SLC-40       | Starlink 12-4                  | ~16 500 kg        | LEO         | Úspěšná | ASOG: Úspěšný   | Let s 21 družicemi druhé generace satelitní sítě Starlink včetně 13 satelitů pro přímou konektivitu. |
| 424 | 14. ledna 2025, 19:09    | Block 5 B1088.2  | VSFB SLC-4E        | Transporter-12                 | neoznámeno        | SSO         | Úspěšná | LZ-4: Úspěšný   | Let se 116 malými satelity, mj. i českými družicemi TROLL a SATurnin-1. |
| 425 | 15. ledna 2025, 06:11    | Block 5 B1085.5  | KSC LC-39A         | Blue Ghost 1 Hakuto-R 2        | 2 517 kg          | TLI         | Úspěšná | JRTI: Úspěšný   | Let s přistávacím modulem Blue Ghost společnosti Firefly Aerospace a japonským modulem Hakuto-R v programu Komerční přeprava nákladu na Měsíc (CLPS). |
| 426 | 21. ledna 2025, 05:24    | Block 5 B1083.8  | KSC LC-39A         | Starlink 13-1                  | ~15 300 kg        | LEO         | Úspěšná | ASOG: Úspěšný   | Let s 21 družicemi druhé generace satelitní sítě Starlink. |
| 427 | 21. ledna 2025, 15:45    | Block 5 B1082.10 | VSFB SLC-4E        | Starlink 11-8                  | ~15 500 kg        | LEO         | Úspěšná | OCISLY: Úspěšný | Let s 27 optimalizovanými družicemi druhé generace satelitní sítě Starlink. Celkem 400. úspěšné přistání boosteru Falcon. |
| 428 | 24. ledna 2025, 14:07    | Block 5 B1063.23 | VSFB SLC-4E        | Starlink 11-6                  | ~17 100 kg        | LEO         | Úspěšná | OCISLY: Úspěšný | Let s 23 družicemi druhé generace satelitní sítě Starlink. Rekordně krátký čas přípravy další mise po předchozím startu (2 dny, 22 hodin, 21 minut a 10 sekund) |
| 429 | 27. ledna 2025, 22:05    | Block 5 B1076.20 | CCSFS SLC-40       | Starlink 12-7                  | ~16 500 kg        | LEO         | Úspěšná | ASOG: Úspěšný   | Let s 21 družicemi druhé generace satelitní sítě Starlink včetně 13 satelitů pro přímou konektivitu. |
| 430 | 30. ledna 2025, 01:34    | Block 5 B1073.21 | KSC LC-39A         | Spainsat NG I                  | 6 100 kg          | GTO         | Úspěšná | Bez pokusu      | Komunikační satelit na platformě Eurostar-Neo pro španělskou vládu. Booster B1073 nebyl určen k záchraně pro další použití kvůli potřebě maximálního výkonu na dosažení určené trajektorie.                                                                                  |
| 431 | 1. února 2025, 23:02     | Block 5 B1075.17 | VSFB SLC-4E        | Starlink 11-4                  | ~16 700 kg        | LEO         | Úspěšná | OCISLY: Úspěšný | Let s 22 družicemi druhé generace satelitní sítě Starlink. Druhý stupeň neprovedl obvyklý řízený návrat do atmosféry a zanikl nekontrolovaně 19. února 2025 nad Polskem. |
| 432 | 4. února 2025, 10:15     | Block 5 B1069.21 | CCSFS SLC-40       | Starlink 12-3                  | ~16 500 kg        | LEO         | Úspěšná | JRTI: Úspěšný   | Let s 21 družicemi druhé generace satelitní sítě Starlink včetně 13 satelitů pro přímou konektivitu. |
| 433 | 4. února 2025, 23:13     | Block 5 B1086.4  | KSC LC-39A         | WorldViews Legion 5 & 6        | 1 500 kg          | LEO         | Úspěšná | LZ-1: Úspěšný   | Le se 2 satelity společnosti Maxar Technologies. |
| 434 | 8. února 2025, 19:18     | Block 5 B1078.17 | CCSFS SLC-40       | Starlink 12-9                  | ~16 500 kg        | LEO         | Úspěšná | ASOG: Úspěšný   | Let s 21 družicemi druhé generace satelitní sítě Starlink včetně 13 satelitů pro přímou konektivitu. |
| 435 | 11. února 2025, 02:09    | Block 5 B1071.23 | VSFB SLC-4E        | Starlink 11-10                 | ~17 100 kg        | LEO         | Úspěšná | OCISLY: Úspěšný | Let s 23 družicemi druhé generace satelitní sítě Starlink. |
| 436 | 11. února 2025, 18:53    | Block 5 B1077.18 | CCSFS SLC-40       | Starlink 12-18                 | ~16 500 kg        | LEO         | Úspěšná | JRTI: Úspěšný   | Let s 21 družicemi druhé generace satelitní sítě Starlink včetně 13 satelitů pro přímou konektivitu. |
| 437 | 15. února 2025, 01:14    | Block 5 B1067.26 | CCSFS SLC-40       | Starlink 12-8                  | ~16 500 kg        | LEO         | Úspěšná | ASOG: Úspěšný   | Let s 21 družicemi druhé generace satelitní sítě Starlink včetně 13 satelitů pro přímou konektivitu. První booster použitý po dvacáté šesté. |
| 438 | 18. února 2025, 23:21    | Block 5 B1080.16 | CCSFS SLC-40       | Starlink 10-12                 | ~17 100 kg        | LEO         | Úspěšná | JRTI: Úspěšný   | Let s 23 družicemi druhé generace satelitní sítě Starlink. |
| 439 | 21. února 2025, 15:19    | Block 5 B1076.21 | CCSFS SLC-40       | Starlink 12-14                 | ~17 100 kg        | LEO         | Úspěšná | ASOG: Úspěšný   | Let s 23 družicemi druhé generace satelitní sítě Starlink včetně 13 satelitů pro přímou konektivitu. |
| 440 | 23. února 2025, 01:38    | Block 5 B1082.11 | VSFB SLC-4E        | Starlink 15-1                  | ~16 800 kg        | LEO         | Úspěšná | OCISLY: Úspěšný | Let s 22 družicemi druhé generace satelitní sítě Starlink. Tímto startem SpaceX překonala met 8 000 sateitů Starlink vyesených na oběžnou dráhuu Země. |
| 441 | 27. února 2025, 00:16    | Block 5 B1083.9  | KSC LC-39A         | IM-2 Nova-C a 3 menší satelity | neoznámeno        | TLI         | Úspěšná | ASOG: Úspěšný   | Další mise programu NASA Commercial Lunar Payload Services (komerční přeprava nákladu na Měsíc) určená k přistání blízko měsíčního jižního pólu. Sté přistání na platformě ASOG.                                                                                             |
| 442 | 27. února 2025, 03:34    | Block 5 B1092.1  | CCSFS SLC-40       | Starlink 12-13                 | ~16 500 kg        | LEO         | Úspěšná | JRTI: Úspěšný   | Let s 21 družicemi druhé generace satelitní sítě Starlink včetně 13 satelitů pro přímou konektivitu. |
| 443 | 3. března 2025, 02:24    | Block 5 B1086.5  | CCSFS SLC-40       | Starlink 12-10                 | ~16 500 kg        | LEO         | Úspěšná | JRTI: Neúspěšný | Let s 21 družicemi druhé generace satelitní sítě Starlink včetně 13 satelitů pro přímou konektivitu. Únik paliva během letu způsobil po úspěšném přistání na plošinu požár, při němž praskla jebyl booster B1086 zničen. SpaceX na týden pozastavila lety kvůli vyšetřování. |
| 444 | 12. března 2025, 03:10   | Block 5 B1088.3  | VSFB SLC-4E        | SPHEREx / PUNCH (4 satelity)   | 758 kg            | SSO         | Úspěšná | LZ-4: Úspěšný   | Let s vesmírnou observatoří pro měření spekter galaxií v infračerveném oboru. Dále 4 mikrosatelity PUNCH pro vytvoření trojrozměrné modely vnější atmosféry Slunce (koróny).                                                                                                 |
| 445 | 13. března 2025, 02:35   | Block 5 B1069.22 | CCSFS SLC-40       | Starlink 12-21                 | ~16 500 kg        | LEO         | Úspěšná | ASOG: Úspěšný   | Let s 21 družicemi druhé generace satelitní sítě Starlink včetně 13 satelitů pro přímou konektivitu. |
| 446 | 14. března 2025, 23:03   | Block 5 B1090.2  | KSC LC-39A         | SpaceX Crew-10                 | ~13 000 kg        | LEO         | Úspěšná | LZ-1: Úspěšný   | Desátý let s dlouhodobou posádkou na ISS. |
| 447 | 15. března 2025, 06:43   | Block 5 B1081.13 | VSFB SLC-4E        | Transporter-13                 | neoznámeno        | SSO         | Úspěšná | LZ-4: Úspěšný   | Let se 74 malými satelity. |
| 448 | 15. března 2025, 11:35   | Block 5 B1078.18 | CCSFS SLC-40       | Starlink 12-16                 | ~17 100 kg        | LEO         | Úspěšná | JRTI: Úspěšný   | Let s 23 družicemi druhé generace satelitní sítě Starlink včetně 13 satelitů pro přímou konektivitu. |
| 449 | 18. března 2025, 19:57   | Block 5 B1077.19 | CCSFS SLC-40       | Starlink 12-25                 | ~17 100 kg        | LEO         | Úspěšná | ASOG: Úspěšný   | Let s 23 družicemi druhé generace satelitní sítě Starlink včetně 13 satelitů pro přímou konektivitu. |
| 450 | 21. března 2025, 06:49   | Block 5 B1088.4  | VSFB SLC-4E        | NROL.57                        | neoznámeno        | LEO         | Úspěšná | LZ-4: Úspěšný   | Let se 11 satelity Starshield pro Národní úřad pro průzkum (NRO) |
| 451 | 24. března 2025, 17:48   | Block 5 B1092.2  | CCSFS SLC-40       | NROL-69                        | neoznámeno        | LEO         | Úspěšná | LZ-1: Úspěšný   | Let podle 2. fáze smlouvy s Vesmírnými sílami USA. |
| 452 | 26. března 2025, 22:11   | Block 5 B1063.24 | VSFB SLC-4E        | Starlink 11-7                  | ~15 500 kg        | LEO         | Úspěšná | OCISLY: Úspěšný | Let s 27 družicemi druhé generace satelitní sítě Starlink. Celkem 450. úspěšně dokončené vypuštění Falconu 9 (nepočítaje 11 startů Falconu Heavy) |
| 453 | 31. března 2025, 19:52   | Block 5 B1080.17 | CCSFS SLC-40       | Starlink 6-80                  | ~16 100 kg        | LEO         | Úspěšná | JRTI: Úspěšný   | Let s 28 družicemi druhé generace satelitní sítě Starlink. |
| 454 | 1. dubna 2025, 01:46     | Block 5 B1085.6  | KSC LC-39A         | Fram2                          | ~13 000 kg        | Polární LEO | Úspěšná | ASOG: Úspěšný   | Soukromý kosmický let. První let s posádkou na polární dráhu. |
| 455 | 4. dubna 2025, 01:02     | Block 5 B1088.5  | VSFB SLC-4E        | Starlink 11-13                 | ~15 500 kg        | LEO         | Úspěšná | OCISLY: Úspěšný | Let s 27 družicemi druhé generace satelitní sítě Starlink. |
| 456 | 6. dubna 2025, 03:07     | Block 5 B1078.19 | CCSFS SLC-40       | Starlink 6-72                  | ~16 100 kg        | LEO         | Úspěšná | JRTI: Úspěšný   | Let s 28 družicemi druhé generace satelitní sítě Starlink. |
| 457 | 7. dubna 2025, 23:06     | Block 5 B1093.1  | VSFB SLC-4E        | Starlink 11-11                 | ~15 500 kg        | LEO         | Úspěšná | OCISLY: Úspěšný | Let s 27 družicemi druhé generace satelitní sítě Starlink. |
| 458 | 12. dubna 2025, 12:25    | Block 5 B1071:24 | VSFB SLC-4E        | NROL-192                       | neoznámeno        | LEO         | Úspěšná | OCISLY: Úspěšný | Let se 22 satelity Starshield pro Národní úřad pro průzkum (NRO) |
| 459 | 13. dubna 2025, 00:53    | Block 5 B1083.10 | KSC LC-39A         | Starlink 12-17                 | ~16 500 kg        | LEO         | Úspěšná | ASOG: Úspěšný   | Let s 21 družicemi druhé generace satelitní sítě Starlink včetně 13 satelitů pro přímou konektivitu. |
| 460 | 14. dubna 2025, 04:00    | Block 5 B1067.27 | CCSFS SLC-40       | Starlink 6-73                  | ~15 500 kg        | LEO         | Úspěšná | JRTI: Úspěšný   | Let s 27 družicemi druhé generace satelitní sítě Starlink. První booster použitý po dvacáté sedmé. |
| 461 | 20. dubna 2025, 12:29    | Block 5 B1082.12 | VSFB SLC-4E        | NROL-145                       | neoznámeno        | LEO         | Úspěšná | OCISLY: Úspěšný | Let se 22 satelity Starshield pro Národní úřad pro průzkum (NRO) |
| 462 | 21. dubna 2025, 08:15    | Block 5 B1092.3  | KSC LC-39A         | SpaceX CRS-32                  | 3 021 kg (náklad) | LEO         | Úspěšná | LZ-1: Úspěšný   | Dvanáctý zásobovací let na ISS podle programu Commercial Resupply Services 2. |
| 463 | 22. dubna 2025, 00:48    | Block 5 B1090.3  | CCSFS SLC-40       | Bangwagon-3                    | neoznámeno        | LEO         | Úspěšná | LZ-2: Úspěšný   | Let s několika satelity různých zákazníků. |
| 464 | 25. dubna 2025, 01:52    | Block 5 B1069.23 | CCSFS SLC-40       | Starlink 6-74                  | ~16 100 kg        | LEO         | Úspěšná | ASOG: Úspěšný   | Let s 28 družicemi druhé generace satelitní sítě Starlink. |
| 465 | 28. dubna 2025, 02:09    | Block 5 B1077.20 | CCSFS SLC-40       | Starlink 12-23                 | ~17 100 kg        | LEO         | Úspěšná | JRTI: Úspěšný   | Let s 23 družicemi druhé generace satelitní sítě Starlink včetně 13 satelitů pro přímou konektivitu. Celkem 250. start pro program Starlink. |
| 466 | 28. dubna 2025, 20:42    | Block 5 B1063.25 | VSFB SLC-4E        | Starlink 11-9                  | ~15 500 kg        | LEO         | Úspěšná | OCISLY: Úspěšný | Let s 27 družicemi druhé generace satelitní sítě Starlink. |
| 467 | 29. dubna 2025, 02:34    | Block 5 B1094.1  | KSC LC-39A         | Starlink 12-10                 | ~17 100 kg        | LEO         | Úspěšná | ASOG: Úspěšný   | Let s 23 družicemi druhé generace satelitní sítě Starlink včetně 13 satelitů pro přímou konektivitu. |
| 468 | 2. května 2025, 01:51    | Block 5 B1080.18 | CCSFS SLC-40       | Starlink 6-75                  | ~16 100 kg        | LEO         | Úspěšná | JRTI: Úspěšný   | Let s 28 družicemi druhé generace satelitní sítě Starlink. |
| 469 | 4. května 2025, 08:45    | Block 5 B1078.20 | KSC LC-39A         | Starlink 6-84                  | ~16 675 kg        | LEO         | Úspěšná | ASOG: Úspěšný   | Let s 29 družicemi druhé generace satelitní sítě Starlink. |
| 470 | 7. května 2025, 01:17    | Block 5 B1085.7  | CCSFS SLC-40       | Starlink 6-93                  | ~16 100 kg        | LEO         | Úspěšná | JRTI: Úspěšný   | Let s 28 družicemi druhé generace satelitní sítě Starlink. |
| 471 | 10. května 2025, 00:19   | Block 5 B1081.14 | VSFB SLC-4E        | Starlink 15-3                  | ~14 950 kg        | LEO         | Úspěšná | OCISLY: Úspěšný | Let s 26 družicemi druhé generace satelitní sítě Starlink. |
| 472 | 10. května 2025, 06:28   | Block 5 B1083.11 | CCSFS SLC-40       | Starlink 6-91                  | ~16 100 kg        | LEO         | Úspěšná | ASOG: Úspěšný   | Let s 28 družicemi druhé generace satelitní sítě Starlink. |
| 473 | 13. května 2025, 01:15   | Block 5 B1088.6  | VSFB SLC-4E        | Starlink 15-4                  | ~14 950 kg        | LEO         | Úspěšná | OCISLY: Úspěšný | Let s 26 družicemi druhé generace satelitní sítě Starlink. |
| 474 | 13. května 2025, 05:02   | Block 5 B1067.28 | KSC LC-39A         | Starlink 6-83                  | ~16 100 kg        | LEO         | Úspěšná | JRTI: Úspěšný   | Let s 28 družicemi druhé generace satelitní sítě Starlink. První booster použitý po dvacáté osmé. |
| 475 | 14. května 2025, 16:38   | Block 5 B1090.4  | CCSFS SLC-40       | Starlink 6-67                  | ~16 100 kg        | LEO         | Úspěšná | ASOG: Úspěšný   | Let s 28 družicemi druhé generace satelitní sítě Starlink. |
| 476 | 16. května 2025, 13:43   | Block 5 B1093.2  | VSFB SLC-4E        | Starlink 15-5                  | ~14 950 kg        | LEO         | Úspěšná | OCISLY: Úspěšný | Let s 26 družicemi druhé generace satelitní sítě Starlink. |
| 477 | 21. května 2025, 03:19   | Block 5 B1095.1  | CCSFS SLC-40       | Starlink 12-15                 | ~17 100 kg        | LEO         | Úspěšná | JRTI: Úspěšný   | Let s 23 družicemi druhé generace satelitní sítě Starlink včetně 13 satelitů pro přímou konektivitu. |
| 478 | 23. května 2025, 22:32   | Block 5 B1075.18 | VSFB SLC-4E        | Starlink 11-16                 | ~15 500 kg        | LEO         | Úspěšná | OCISLY: Úspěšný | Let s 27 družicemi druhé generace satelitní sítě Starlink. Celkem 450. přistání boosteru Falcon. |
| 479 | 24. května 2025, 17:19   | Block 5 B1069.24 | CCSFS SLC-40       | Starlink 12-22                 | ~17 100 kg        | LEO         | Úspěšná | ASOG: Úspěšný   | Let s 23 družicemi druhé generace satelitní sítě Starlink včetně 13 satelitů pro přímou konektivitu. |
| 480 | 27. května 2025, 16:57   | Block 5 B1082.13 | VSFB SLC-4E        | Starlink 17-1                  | ~17 500 kg        | SSO         | Úspěšná | OCISLY: Úspěšný | Let s 24 družicemi druhé generace satelitní sítě Starlink. |
| 481 | 28. května 2025, 13:30   | Block 5 B1080.19 | KSC LC-39A         | Starlink 10-32                 | ~15 500 kg        | LEO         | Úspěšná | JRTI: Úspěšný   | Let s 27 družicemi druhé generace satelitní sítě Starlink. |
| 482 | 30. května 2025, 17:37   | Block 5 B1092.4  | CCSFS SLC-40       | GPS III-8                      | 4 350 kg          | MEO         | Úspěšná | ASOG: Úspěšný   | Let se satelitem 3. bloku globálního navigačního systému GPS. |
| 483 | 31. května 2025, 20:10   | Block 5 B1071.25 | VSFB SLC-4E        | Starlink 11-18                 | ~15 500 kg        | LEO         | Úspěšná | OCISLY: Úspěšný | Let s 27 družicemi druhé generace satelitní sítě Starlink. |
| 484 | 3. června 2025, 04:43    | Block 5 B1077.21 | CCSFS SLC-40       | Starlink 12-19                 | ~17 100 kg        | LEO         | Úspěšná | JRTI: Úspěšný   | Let s 23 družicemi druhé generace satelitní sítě Starlink včetně 13 satelitů pro přímou konektivitu. Celkem 500. start rakety rodiny Falcon. |
| 485 | 4. června 2025, 23:40    | Block 5 B1063.26 | VSFB SLC-4E        | Starlink 11-22                 | ~15 500 kg        | LEO         | Úspěšná | OCISLY: Úspěšný | Let s 27 družicemi druhé generace satelitní sítě Starlink. |
| 486 | 7. června 2025, 04:54    | Block 5 B1085.8  | CCSFS SLC-40       | Sirius XM-10                   | 6 400 kg          | GTO         | Úspěšná | ASOG: Úspěšný   | Let s vysoce výkonným digitálním audio satelitem společností Maxar pro vysílací společnost SiriusXM. |
| 487 | 8. června 2025, 14:20    | Block 5 B1088.7  | VSFB SLC-4E        | Starlink 15-8                  | ~14 950 kg        | LEO         | Úspěšná | OCISLY: Úspěšný | Let s 26 družicemi druhé generace satelitní sítě Starlink. |
| 488 | 10. června 2025, 13:05   | Block 5 B1083.12 | CCSFS SLC-40       | Starlink 12-24                 | ~17 100 kg        | LEO         | Úspěšná | JRTI: Úspěšný   | Let s 23 družicemi druhé generace satelitní sítě Starlink včetně 13 satelitů pro přímou konektivitu. |
| 489 | 13. června 2025, 01:54   | Block 5 B1081.15 | VSFB SLC-4E        | Starlink 15-6                  | ~14 950 kg        | LEO         | Úspěšná | OCISLY: Úspěšný | Let s 26 družicemi druhé generace satelitní sítě Starlink. Celkem 500. start rakety Falcon 9. |
| 490 | 13. června 2025, 15:29   | Block 5 B1078.21 | CCSFS SLC-40       | Starlink 12-26                 | ~17 100 kg        | LEO         | Úspěšná | ASOG: Úspěšný   | Let s 23 družicemi druhé generace satelitní sítě Starlink včetně 13 satelitů pro přímou konektivitu. |
| 491 | 17. června 2025, 03:36   | Block 5 B1093.3  | VSFB SLC-4E        | Starlink 15-9                  | ~14 950 kg        | LEO         | Úspěšná | OCISLY: Úspěšný | Let s 26 družicemi druhé generace satelitní sítě Starlink. |
| 492 | 18. června 2025, 05:55   | Block 5 B1090.5  | CCSFS SLC-40       | Starlink 10-18                 | ~16 100 kg        | LEO         | Úspěšná | JRTI: Úspěšný   | Let s 28 družicemi druhé generace satelitní sítě Starlink. |
| 493 | 23. června 2025, 05:58   | Block 5 B1069.25 | CCSFS SLC-40       | Starlink 10-23                 | ~15 500 kg        | LEO         | Úspěšná | ASOG: Úspěšný   | Let s 27 družicemi druhé generace satelitní sítě Starlink. |
| 494 | 23. června 2025, 21:25   | Block 5 B1071.26 | VSFB SLC-4E        | Transporter-14                 | neoznámeno        | SSO         | Úspěšná | OCISLY: Úspěšný | Let se 70 malými satelity. |
| 495 | 25. června 2025, 06:31   | Block 5 B1094.2  | KSC LC-39A         | Axiom Mission 4                | ~13 000 kg        | LEO         | Úspěšná | LZ-1: Úspěšný   | Let k ISS se čtvrtou posádkou programu Axiom Space. |
| 496 | 25. června 2025, 19:54   | Block 5 B1080.20 | CCSFS SLC-40       | Starlink 10-16                 | ~15 500 kg        | LEO         | Úspěšná | JRTI: Úspěšný   | Let s 27 družicemi druhé generace satelitní sítě Starlink. |
| 497 | 28. června 2025, 04:26   | Block 5 B1092.5  | CCSFS SLC-40       | Starlink 10-34                 | ~15 500 kg        | LEO         | Úspěšná | ASOG: Úspěšný   | Let s 27 družicemi druhé generace satelitní sítě Starlink. |
| 498 | 28. června 2025, 17:13   | Block 5 B1088.8  | VSFB SLC-4E        | Starlink 15-7                  | ~14 950 kg        | LEO         | Úspěšná | OCISLY: Úspěšný | Let s 26 družicemi druhé generace satelitní sítě Starlink. |
| 499 | 1. července 2025, 21:04  | Block 5 B1085.9  | KSC LC-39A         | MTG-S1 / Sentinel-4A           | 3 800 kg          | GTO         | Úspěšná | JRTI: Úspěšný   | Let s meteorologickým satelitem pro EUMETSAT, původně plánovaný pro Ariane 6. |
| 500 | 2. července 2025, 06:28  | Block 5 B1067.29 | CCSFS SLC-40       | Starlink 10-25                 | ~15 500 kg        | LEO         | Úspěšná | ASOG: Úspěšný   | Let s 27 družicemi druhé generace satelitní sítě Starlink. Celkem 500. start Falconu 9. První použití boosteru po dvacáté deváté. |
| 501 | 8. července 2025, 08:21  | Block 5 B1077.22 | CCSFS SLC-40       | Starlink 10-28                 | ~16 100 kg        | LEO         | Úspěšná | ASOG: Úspěšný   | Let s 28 družicemi druhé generace satelitní sítě Starlink. Celkem 500. orbitální start Falconu 9. |
| 502 | 13. července 2025, 05:04 | Block 5 B1083.13 | CCSFS SLC-40       | Dror-1                         | 4 000 kg          | GTO         | Úspěšná | JRTI: Úspěšný   | Let s geostacionárníám komunikačním satelitem pro Isreal Aerospace Industries. Celkem 500. úspěšný start Falconu 9. |
| 503 | 16. července 2025, 02:05 | Block 5 B1093.4  | VSFB SLC-4E        | Starlink 15-2                  | ~14 950 kg        | LEO         | Úspěšná | OCISLY: Úspěšný | Let s 26 družicemi druhé generace satelitní sítě Starlink. |
| 504 | 16. července 2025, 06:30 | Block 5 B1096.1  | CCSFS SLC-40       | KuiperSat (KF-01)              | ~14 784 kg        | LEO         | Úspěšná | ASOG: Úspěšný   | Let s 24 družicemi satelitní sítě společnosti Amazon. První ze tří objednaných startů. |
| 505 | 19. července 2025, 03:52 | Block 5 B1082.14 | VSFB SLC-4E        | Starlink 17-3                  | ~17 500 kg        | SSO         | Úspěšná | OCISLY: Úspěšný | Let s 24 družicemi druhé generace satelitní sítě Starlink. |
| 506 | 22. července 2025, 21:12 | Block 5 B1090.6  | CCSFS SLC-40       | O3b mPOWER 9 & 10              | 3 400 kg          | MEO         | Úspěšná | JRTI: Úspěšný   | Let se dvěma telekomunikačními satelity sítě SES. |
| 507 | 23. července 2025, 18:13 | Block 5 B1081.16 | VSFB SLC-4E        | TRACERS                        | ~920 kg           | SSO         | Úspěšná | LZ-4: Úspěšný   | Let se 2 tandemovými satelity NASA pro měření plazmatických podmínek zemského magnetického pole kolem pólů Země. |
| 508 | 26. července 2025, 09:01 | Block 5 B1078.22 | CCSFS SLC-40       | Starlink 10-26                 | ~16 100 kg        | LEO         | Úspěšná | ASOG: Úspěšný   | Let s 28 družicemi druhé generace satelitní sítě Starlink. |
| 509 | 27. července 2025, 04:31 | Block 5 B1075.19 | VSFB SLC-4E        | Starlink 17-2                  | ~17 500 kg        | SSO         | Úspěšná | OCISLY: Úspěšný | Let s 24 družicemi druhé generace satelitní sítě Starlink. |
| 510 | 30. července 2025, 03:37 | Block 5 B1069.26 | CCSFS SLC-40       | Starlink 10-29                 | ~16 100 kg        | LEO         | Úspěšná | JRTI: Úspěšný   | Let s 28 družicemi druhé generace satelitní sítě Starlink. |
| 511 | 31. července 2025, 18:35 | Block 5 B1071.27 | VSFB SLC-4E        | Starlink 13-4 & Starshield     | ~14 060 kg        | SSO         | Úspěšná | OCISLY: Úspěšný | Let s 19 družicemi druhé generace satelitní sítě Starlink a 2 satelity sítě Starshield. |

(aktualizováno do 31. července)

## Některé plánované lety

### 2025 a dále
| Let č. | Datum (UTC)       | Nosič ID stupně | Startovací komplex | Náklad      | Hmotnost nákladu | Orbit            | Mise      | Návrat 1.stupně | Poznámky |
| ------ | ----------------- | --------------- | ------------------ | ----------- | ---------------- | ---------------- | --------- | --------------- | --- |
|        | září 2025         | Block 5         | CCSFS SLC-40       | IMAP        |                  | L1 (Slunce-Země) | Plánovaná | ?               | Družice NASA pro výzkum hranic heliosféry, magnetické bariéry obklopující Sluneční soustavu .                                           |
|        | 1. čtvrtletí 2026 | Block 5         |                    | IM-3 Nova-C |                  | TLI              | Plánovaná | ?               | Další mise programu NASA Commercial Lunar Payload Services (komerční přeprava nákladu na Měsíc) určená k přistání v útvaru Reiner Gamma |
|        | 2027              | Heavy Block 5   | KSC LC-39A         | PPE/HALO    |                  | TLI              | Plánovaná | ?               | První dvě součástí měsíční stanice Gateway                                                                                              |